# Loire
Pour les articles homonymes, voir Loire (homonymie).
Pour les articles ayant des titres homophones, voir Loir et Loyre.
Ne doit pas être confondu avec Loir (rivière).
La Loire est, avec une longueur de 1 006 kilomètres, le plus long fleuve s’écoulant entièrement en France. Elle prend sa source sur le versant sud du mont Gerbier-de-Jonc au sud-est du Massif central dans le département de l’Ardèche, et se jette dans l’océan Atlantique par un estuaire situé en Loire-Atlantique, dans la région des Pays de la Loire. Son cours est orienté d’abord du sud vers le nord jusqu’aux environs de Briare dans le Loiret, puis vers l’ouest.
La Loire torrentueuse et encaissée coule d’abord vers le nord ; à partir de Vorey (Haute-Loire) elle tend vers le nord-est, puis à nouveau le nord à partir du lac-barrage de Grangent. Elle prend globalement la direction du nord - nord-ouest à partir de Feurs (Loire), puis franchement celle du nord-ouest à partir de Digoin (Saône-et-Loire). Entre Châteauneuf (Loiret) et Orléans, les mariniers disaient qu’elle ruisselait déjà vers le soleil couchant, les contraignant à être contre le vent dominant. À partir de sa pointe nord à Orléans, elle glisse vers le sud-ouest jusqu’à Candes (Indre-et-Loire) avant de dévaler vers le nord-ouest jusqu’aux Ponts-de-Cé (Maine-et-Loire) ; puis à nouveau vers l’ouest jusqu’aux environs d’Ancenis-Saint-Géréon (Loire-Atlantique), où elle reprend sa direction sud-ouest. Entre Nantes et Saint-Herblain, elle reprend sa course vers l’ouest, descendant progressivement vers le nord-ouest jusqu’à Saint-Nazaire. Elle ne reprend une ultime direction sud-ouest que dans l’ouverture de son estuaire maritime.

Son bassin versant de 117 000 km2 occupe plus d’un cinquième du territoire français.
Son cours se décrit en plusieurs bassins hydrologiques successifs, :
- le sous-bassin de la Loire supérieure, jusqu’au bec d’Allier à Cuffy (Cher) ;
- le sous-bassin de la Loire moyenne, du bec d’Allier au bec de Vienne à Candes-Saint-Martin (Indre-et-Loire) ;
- le sous-bassin de la Loire inférieure ou de la basse Loire, du bec de Vienne à l’estuaire.

Par ailleurs, plusieurs « régions » peuvent être mentionnées tout au long du cours du fleuve. Parmi celles-ci :
- la « Loire bourguignonne », de Villerest (Loire) au bec d’Allier[8] ;
- le Val de Loire, de Gien (Loiret) à Ingrandes (Maine-et-Loire), classé au patrimoine mondial de Sully-sur-Loire à Chalonnes (Maine-et-Loire)[9] ;
- la « basse Loire angevine et armoricaine » s’écoulant approximativement depuis Montsoreau (Maine-et-Loire) jusqu’à Nantes[10], et traversant le Massif armoricain, qui s’étend depuis la Bretagne jusqu’au département des Deux-Sèvres ;
- l’estuaire de la Loire, où se mêlent les eaux de la Loire et de l’océan Atlantique.

Jusqu’au milieu du XIXe siècle, la Loire navigable à partir des environs de Roanne était la voie principale par laquelle transitaient les marchandises de l’intérieur du pays jusqu’au port de Nantes. L’arrivée du chemin de fer, qui relie aujourd’hui Paris à Saint-Nazaire en passant par Angers et Le Mans, a changé la donne. L’influence de la marée remonte souvent en amont de Nantes, largement au-delà du large estuaire de Saint-Nazaire. De nos jours, la Loire est navigable depuis son estuaire jusqu’à Montsoreau (près de Saumur).

## Hydronymie
Le nom de la Loire figure dans les textes anciens communément sous la forme latine Liger ou Ligeris. En latin classique, langue à déclinaison, le nominatif lĭgĕr et le génitif lĭgĕris déterminent ce mot masculin. Ce genre grammatical caractérise la plupart des dénominations latines ou indo-européennes appliquées aux fleuves dans l’antiquité.
Polybe au IIe siècle av. J.-C. mentionne le mot Leiger, alors que Jules César, Tibulle ou Pline l’ancien citent déjà Liger. Ligeris (sic) n’apparaît qu’au VIIIe siècle et Legeris dans les chartes en 891. Ces deux dernières formes reflètent probablement une évolution en latin médiéval de l’adjectif classique lĭgěricus, a, um, connu sur les inscriptiones ou recueils d’inscriptions. Il est possible qu’ils soient déjà de genre féminin en gallo-roman.
Le terme latin Liger dérive probablement du gaulois *liga, lui-même issu d’un plus ancien  *lega, désignant la vase ou le limon. Ce mot gaulois, passé dans d’autres langues romanes sous la forme du gallo-roman *LIA (lénition du [g] intervocalique), est à l’origine du terme lie.
Il existe d’autres hypothèses, y compris dans des langues non-indoeuropéennes, sur cet hydronyme. La plupart des diverses racines invoquées *lig, *leg, *lueg indiquent pourtant un étalement, une déposition, une collecte et une dépose de géomatériaux à base de limons ou d’argiles, de sables ou de galets, de granulats ou de cailloutis, que le fleuve en de multiples endroits ne cesse aujourd’hui encore de charrier ou d’abandonner.
Les nombreux dialectes occitans ont gardé, parfois jusqu’à nos jours, les mots Leir, Lèira, Leger, Letge. En breton, le mot Liger est une transposition lettrée (XIXe siècle) du latin ; la forme Lier est aussi employée. Les Vikings la nommaient Leira (du roman médiéval /lejr/) qui est encore son nom en islandais.
Les habitants du bassin de la Loire sont parfois dits Ligériens, désignation issue de la géographie. Ce gentilé désigne aussi les habitants du département éponyme, la Loire (42).

## Hydrographie
Le profil général de la Loire est celui d’un escalier. Des paliers à peu près horizontaux se succèdent, reliés les uns aux autres par de brusques décrochements. Ainsi le cours du fleuve, qui suit l’escalier, est fait de mouilles, endroits suffisamment profonds pour être toujours immergés, et de seuils peu profonds, à peu près découverts en basses eaux, où le courant est rapide et où les bancs de sable ou de galets sont nombreux. Les seuils sont franchis par des jards, chenaux plus ou moins profonds selon les saisons. Ces chenaux sont rarement au même endroit d’une année sur l’autre : lors de ses hautes eaux (habituellement en février et en octobre, en plusieurs périodes de quelques jours chacune) la Loire, occupant sinon la totalité de son lit majeur du moins une grande part de celui-ci, remanie son lit en profondeur. Le fond du fleuve est ainsi marqué d’instabilité chronique.

### Tracé antérieur
Jean-Baptiste d’Omalius émet en 1828 l’hypothèse selon laquelle des changements importants dans le cours de la Loire auraient pu survenir dans la région de Gien. Des travaux menés tout au long du XXe siècle mènent à supposer que le cours supérieur de la Loire aurait  emprunté le lit de l’actuel Loing, cette paléo-Loire (ou Loire séquanaise) rejoignant la Manche par l’intermédiaire de la Seine. Parallèlement aurait existé un autre fleuve, la Loire Atlantique, prenant sa source vers Gien et se dirigeant vers la mer des Faluns et l’océan Atlantique à l’ouest ; entre le Miocène et le Pliocène la surrection d'un axe NO-SE (soulèvement d'un axe allant des collines du Perche au Morvan, en lien avec l'orogenèse alpine qui induit à distance un rejeu de failles varisques), aurait favorisé une capture de la Loire séquanaise par la Loire atlantique, donnant à la Loire son cours actuel. Une telle hypothèse s’appuie notamment sur l’étude des alluvions charriées par le fleuve tels les sables de Lozère.
Cette thèse est contestée pour plusieurs éléments :
1. Peu de roches  détritiques issues du Massif central ont été retrouvées dans la mer des Faluns, indiquant que la pré-Loire ne s’y jetait pas ;
2. Les sables du Bourbonnais et de Sologne, jusqu’alors datés du Miocène, sont désormais considérés du Plio-Quaternaire ;
3. La mer rédonienne a recouvert le Pays de Caux, il y a 3 millions d’années. Cela signifie que l’altitude de l’ouest du Bassin parisien était proche du niveau de la mer ;
4. Les courants ont apporté, jusqu’au Plio-Quaternaire, des minéraux issus du volcanisme du Massif central.

Tout ceci corrobore l’hypothèse d’une loire-séquanaise.
Le problème des liaisons entre la Loire et la Seine (une ou plusieurs captures) reste discuté et l'évolution du cours de la Loire n'est pas bien calée chronologiquement.

### La source
La Loire prend sa source à 1 404 m d’altitude, au sud-est du Massif central, dans le Vivarais, au pied sud du mont Gerbier-de-Jonc, dans la commune ardéchoise de Sainte-Eulalie. La présence d’une nappe phréatique au sud du mont Gerbier-de-Jonc donne naissance à de multiples sources relativement voisines et trois d’entre elles sont mises en avant comme sources du fleuve :
- la « source authentique », à l’ouest et au contact aval de la route départementale 378, distinguée par un pavage circulaire portant l’inscription « La Loire - Touring club de France » (rappelant un précédent monument érigé en 1938 par le Touring club) 44° 50′ 30″ N, 4° 13′ 08″ E, altitude : 1 412 m ;
- la « source géographique », au centre des trois, se déverse dans un abreuvoir en pierre à l’intérieur de l’étable à vaches de l’ancienne ferme « de la Loire »[21], au toit de lauzes ayant remplacé un toit de chaume 44° 50′ 29″ N, 4° 13′ 07″ E, altitude : 1 408 m ;
- la « source véritable », à l’est, correspond à la source officielle (carte IGN - Plus long parcours des trois sources, mais non située directement sous le mont Gerbier-de-Jonc) indiquée sous la ferme du Sagnas ; elle coule dans un environnement naturel et sort de terre dans un pré, sous une lauze qui porte l’inscription « Ici commence ma course vers l’Océan… » 44° 50′ 17″ N, 4° 13′ 34″ E, altitude : 1 404 m.

La « source authentique » et la « source véritable » sont distantes d’environ 1 km. Le fleuve n’est donc au départ qu’une multitude de filets d’eau constituant autant de petits ruisseaux qui se rejoignent rapidement.

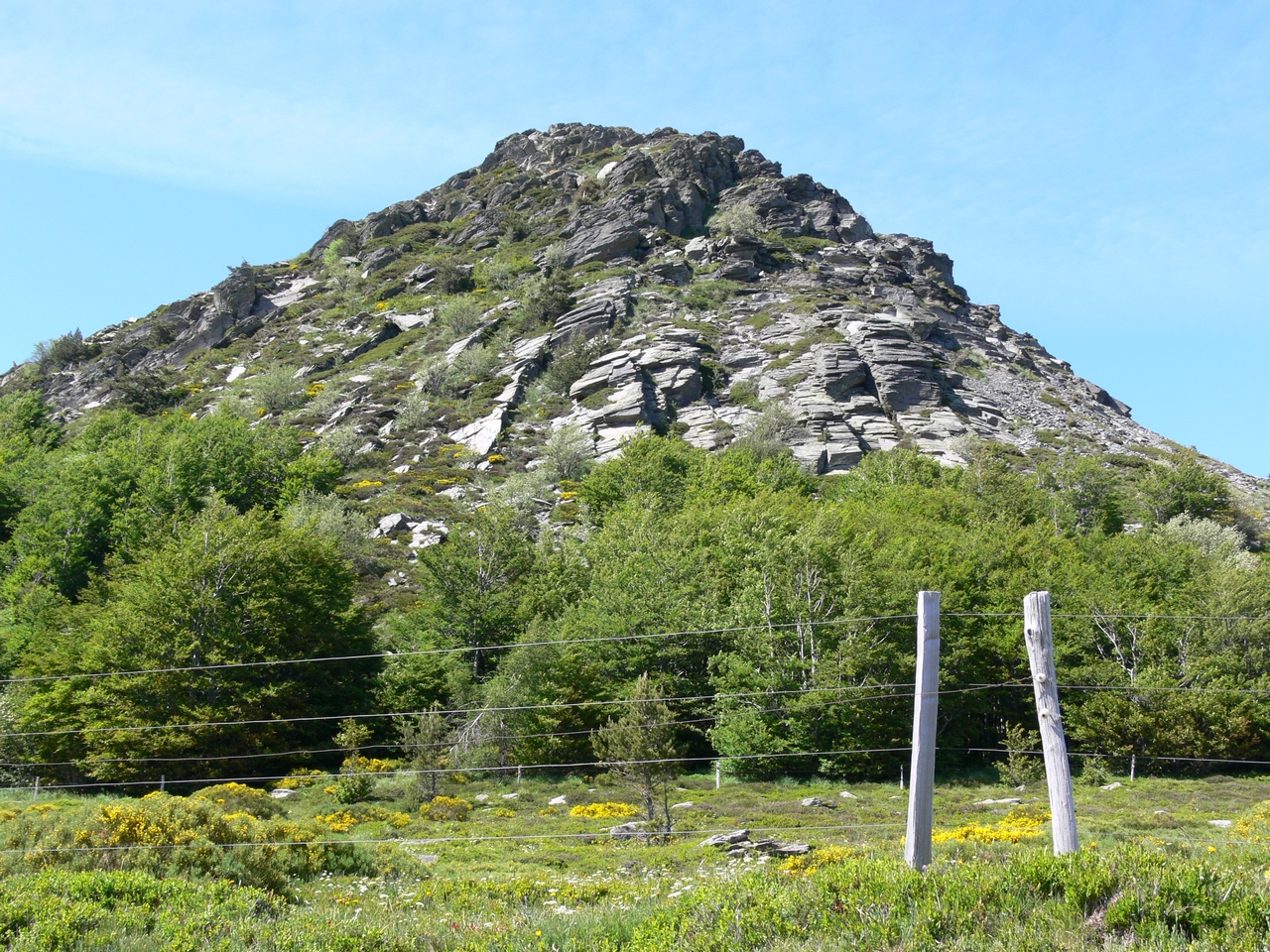
Le mont Gerbier-de-Jonc, au pied duquel la Loire prend sa source.
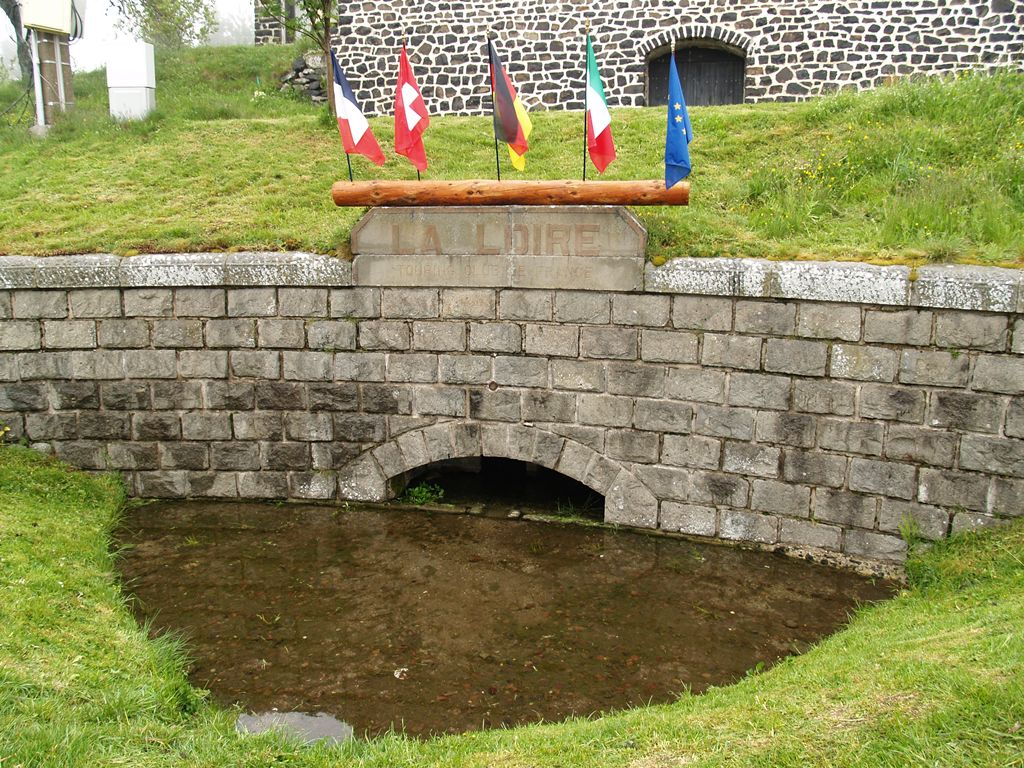
La « source authentique ».
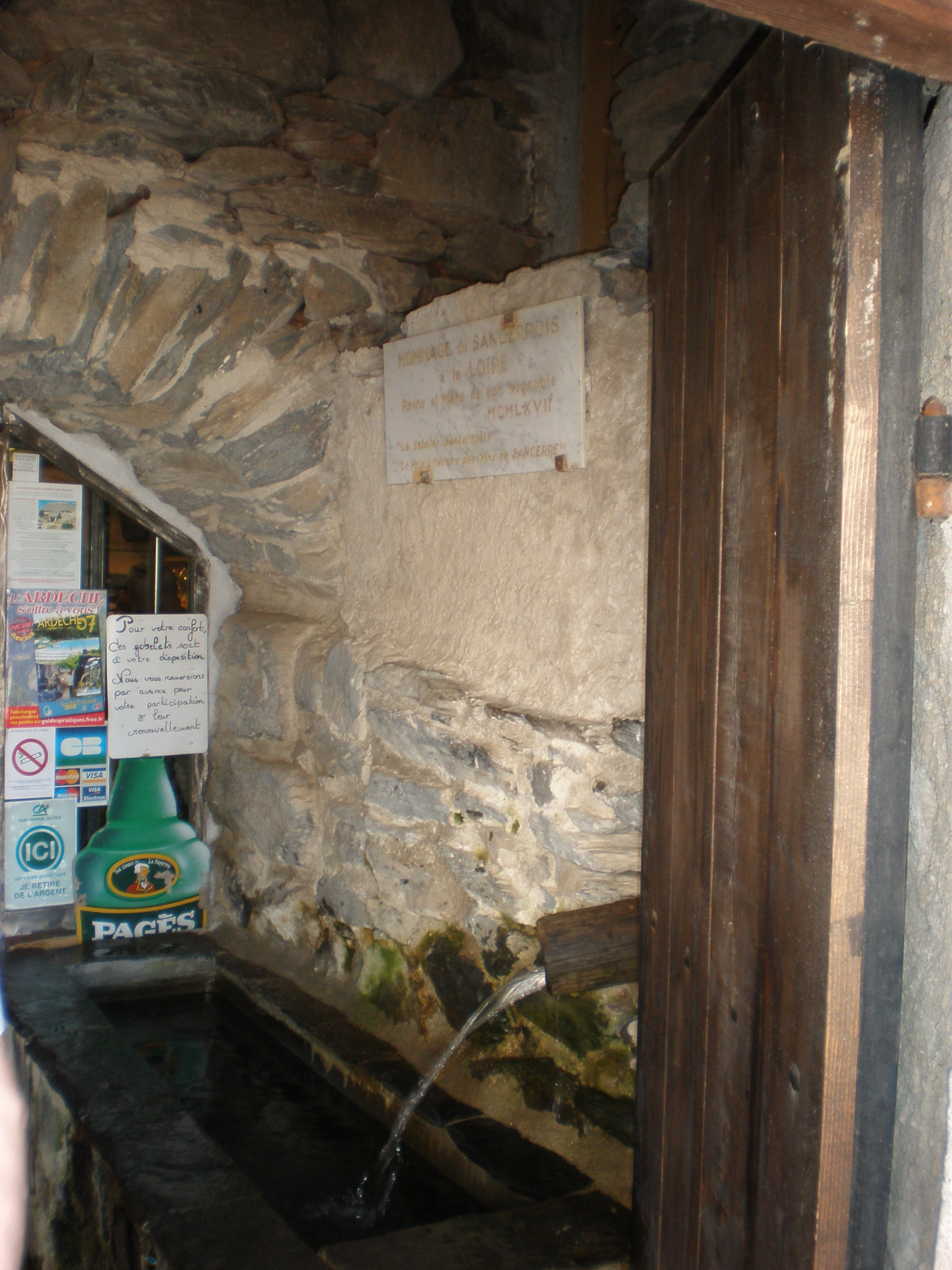
La « source géographique ».
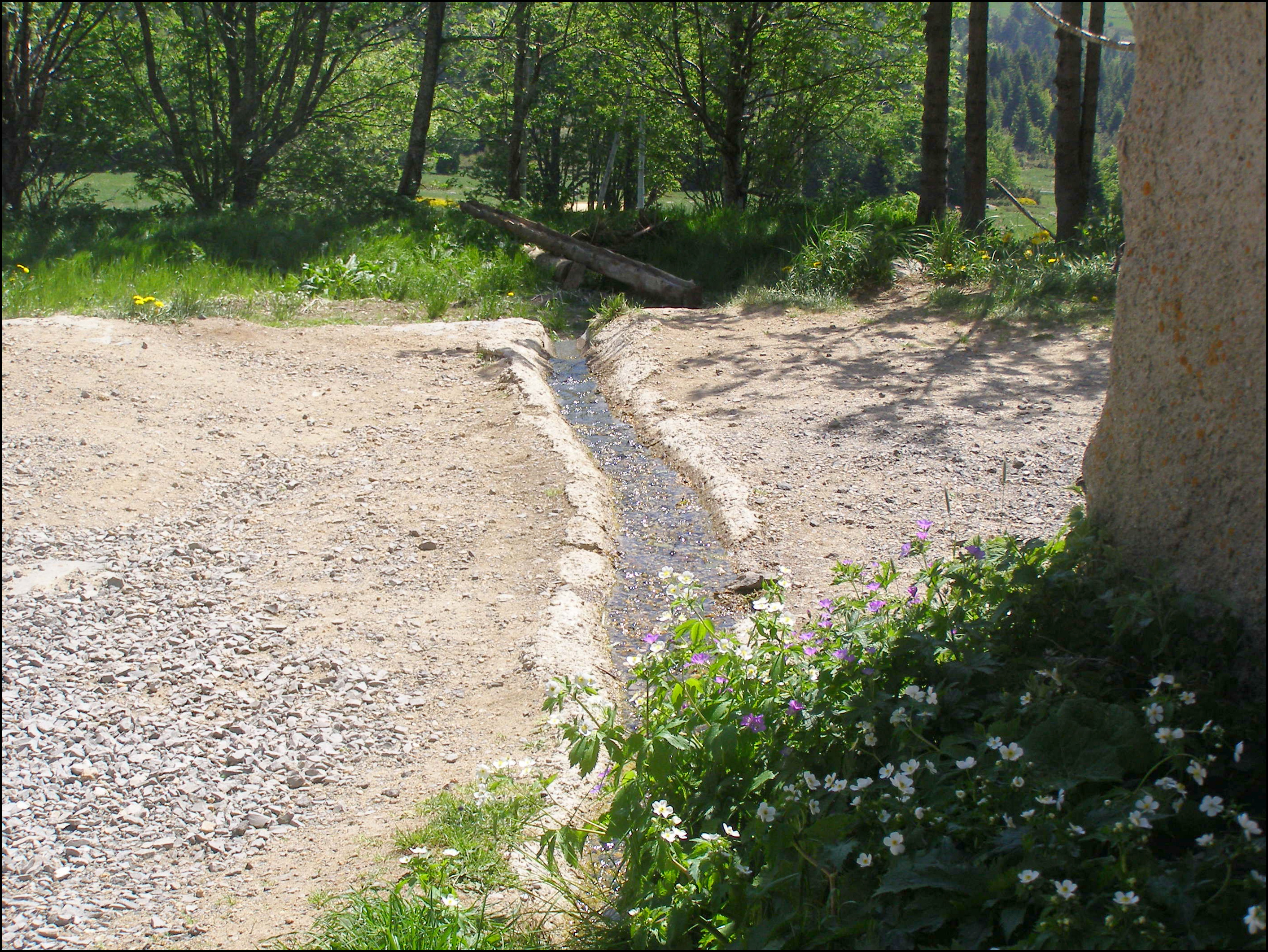
La Loire à sa sortie de la ferme.
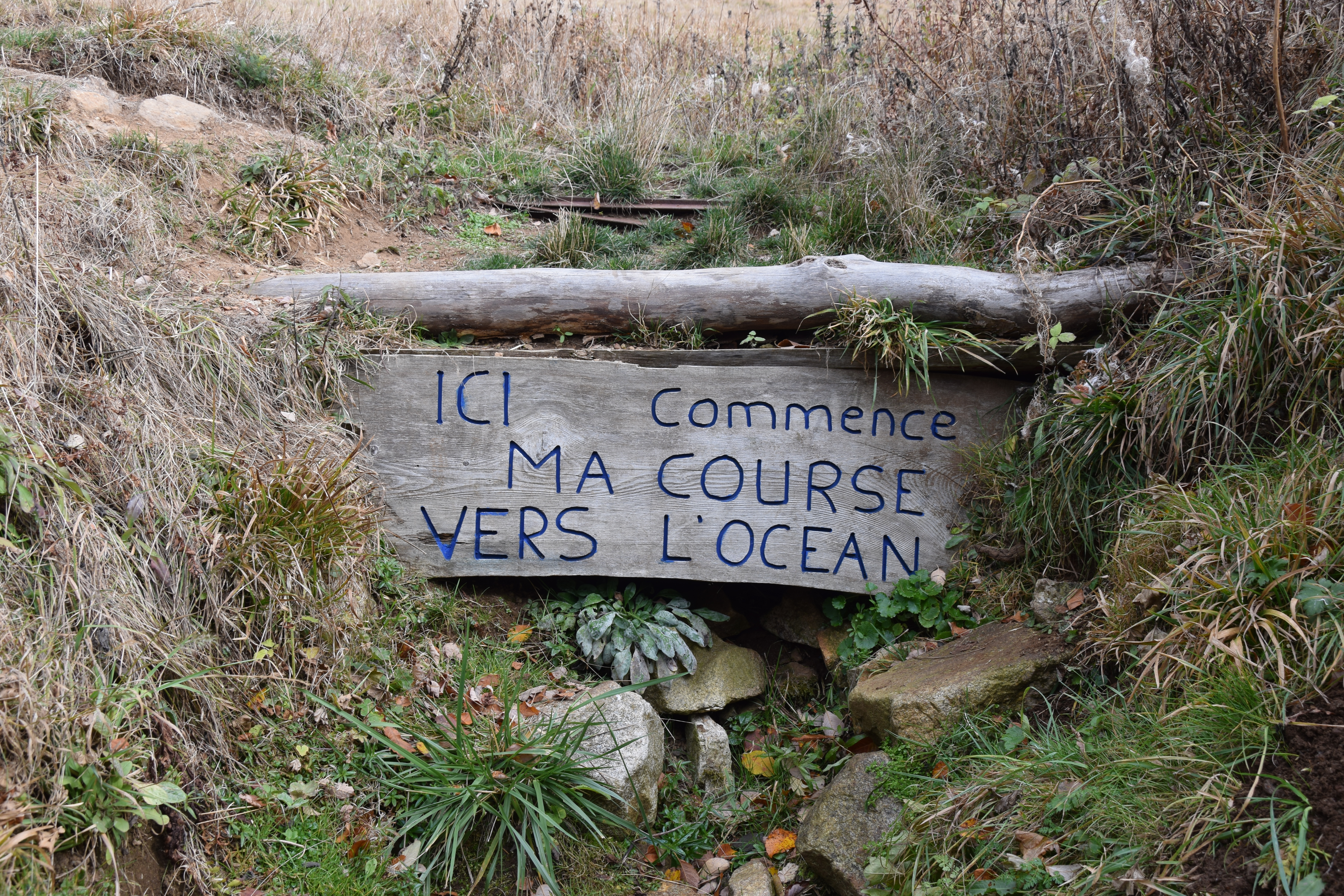
La « source véritable ».

### La Loire supérieure

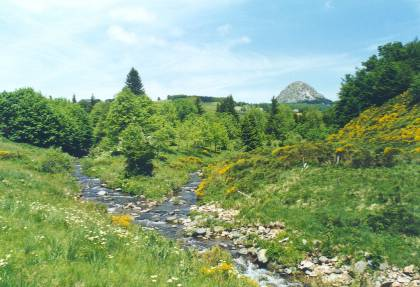
Confluence de la Loire (à droite) et de l’Aigue Nègre au pied du mont Gerbier-de-Jonc.

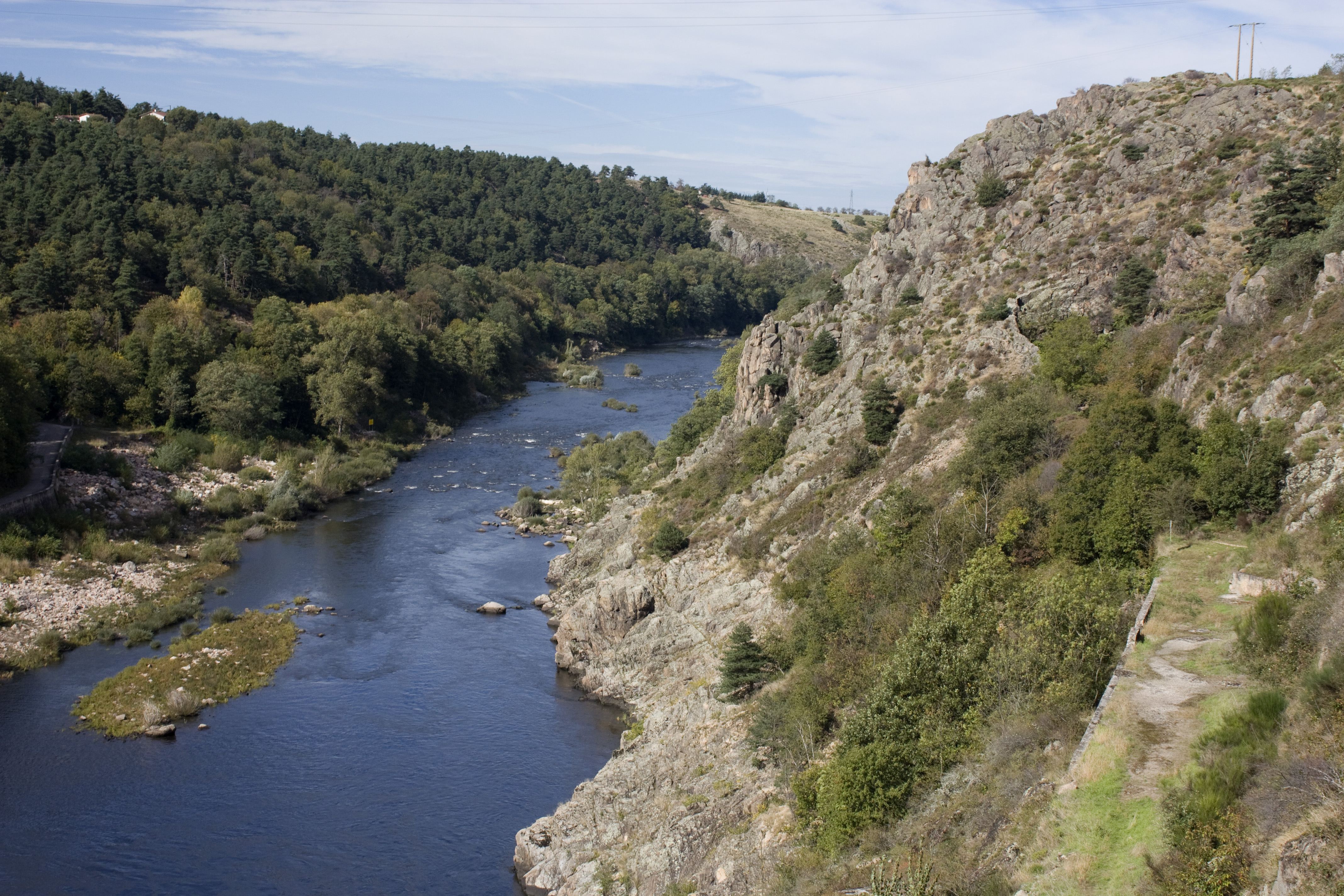
Gorges de la Loire, en aval du barrage de Grangent.

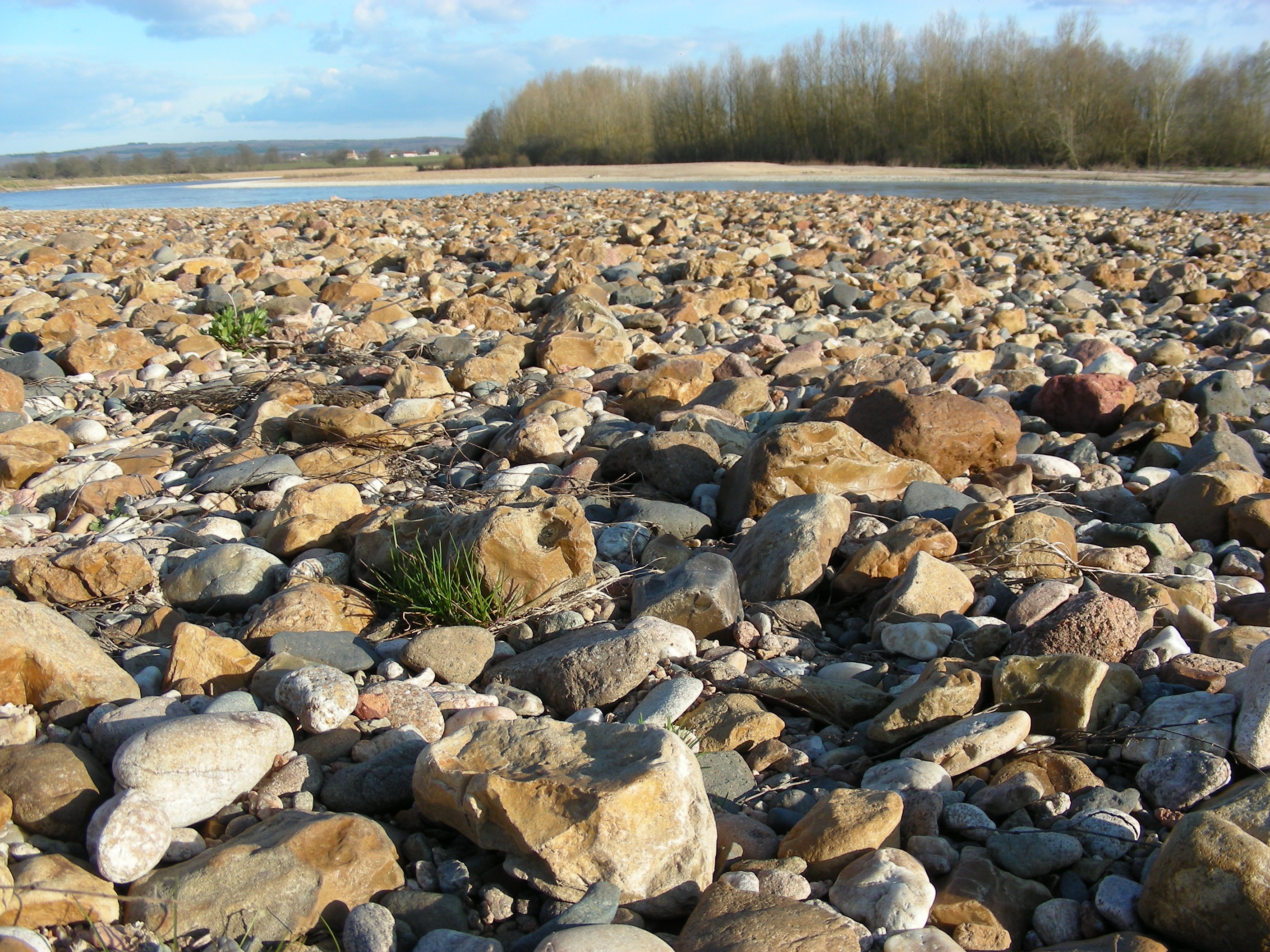
La Loire et ses alluvions dans la région de Marcigny (Saône-et-Loire).

La Loire n’est encore qu’un ruisseau de montagne au débit rapide lorsqu’elle rencontre son premier affluent, l’Aigue Nègre, après seulement 2,5 km alors que cet affluent en a parcouru 4 km. Sur ses 10 premiers kilomètres, le fleuve naissant coule vers le sud-ouest. Elle se gorge de nombreux affluents tels la Semène et le Furan, qui sont marqués par les excès de l’hydrographie dans le Velay : cours pentus, flots rapides, dénivellements soudains de terrain avec chutes d’eau souvent importantes.
La Loire se tourne ensuite en direction générale du nord pour remonter l’est du Massif central. Le premier barrage rencontré est celui de La Palisse, en Ardèche, qui fait partie de l’aménagement hydroélectrique EDF de Montpezat. Cet ensemble de barrages et de conduites forcées, construit dans les années 1950, détourne une partie de l’eau du bassin supérieur de la Loire vers celui de l’Ardèche et la vallée du Rhône.
Serpentant ensuite de gorge en défilé le long du talweg, le parcours de la Loire est entrecoupé de bassins qui sont autant de fossés tectoniques comblés d’alluvions : la plaine du Puy, la plaine du Forez, celle du Roannais pour les plus étendus, d’autres plus petits comme celui de l’Emblavès (bassin de Lavoûte-sur-Loire et Chalignac ; également appelé Emblavez), Feurs.
Elle commence à être flottable au village de Vorey dans la Haute-Loire (Le 12 novembre 1853, un décret reporte de Retournac à l’embouchure de l’Arzon la limite de flottabilité sur la Loire), à environ 22 km au nord et en aval de Brives-Charensac juste à l’est du Puy ; mais de nos jours le barrage de Grangent construit dans les années 1950 à environ 2 km en amont de Saint-Just-Saint-Rambert, interdit définitivement tout flottage de long cours.

À 50 km en aval de Retignac, près de Saint-Just-Saint-Rambert, son débit devient suffisant pour « porter bateau ». Mais jusqu’à Roanne la navigation est extrêmement dangereuse par endroits.

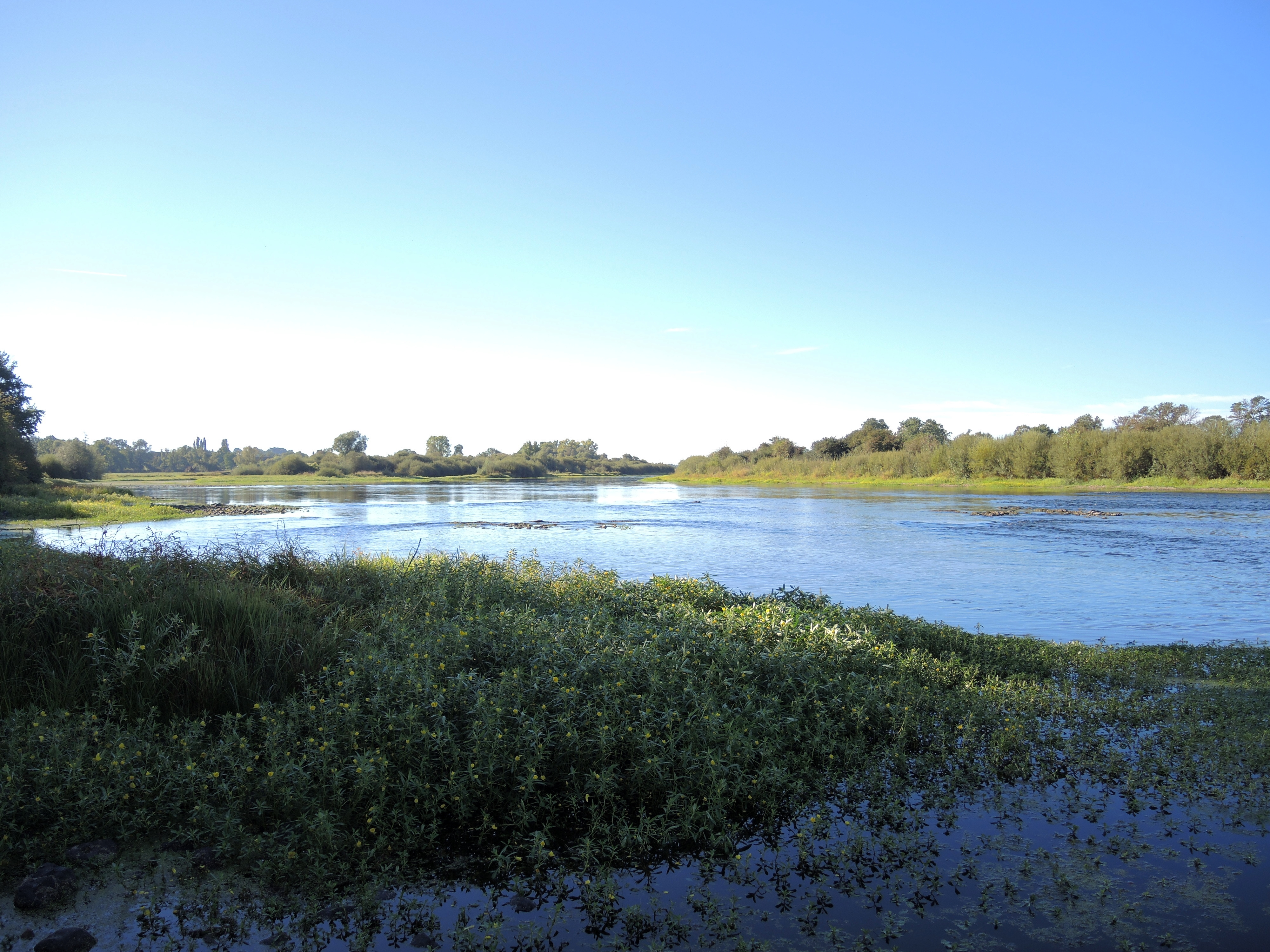
La Loire à Baugy (Saône-et-Loire).

#### La gorge des roches (défilé deNeulise)
Appelé la gorge des roches par les ingénieurs des mines, ce défilé sauvage s’allonge sur 32 km de Saint-Priest-la-Roche au sud (en amont) à Villerest au nord (en aval). Avant la mise en service du barrage de Villerest, c’était la partie la plus impressionnante des gorges de la Loire. Il est décrit en 1837 comme étroit, profond, sévère, avec des parois escarpées ou à-pic de roches sombres aux formes abruptes et tourmentées, menaçant l’éboulement par leurs larges fractures. Le fond de gorge, entièrement occupé par la Loire en de nombreux endroits resserrés, ne laissait qu’occasionnellement place à un étroit sentier sur une rive ou l’autre. La rivière y avait un flot tumultueux, sauf rares et courtes exceptions. Les deux passages les plus mal famés étaient l’étroit de Pinay, juste avant les 12 km de porphyre du défilé de Neulise entre Feurs et Roanne ; et l’étroit du Perron (« saut-du-Perron »), à la fin du même défilé de Neulise.

À l’étroit de Pinay, de gros rochers barraient une partie du cours de la Loire qui s’engouffrait en gros tourbillons dans un passage de moins de 15 m de large.
Au saut-du-Perron, juste avant Villerest, à Saint-Jean-Saint-Maurice-sur-Loire, la rivière tourbillonnait fortement dans son lit resserré dans un tournant, avec des rochers à fleur d’eau et une très forte houle. 

Un rocher planté au milieu du courant à Saint-Maurice-le-Dézert, était également fort craint des mariniers. Le barrage de Villerest, mis en service en 1985, a submergé la quasi-totalité de la longueur de la gorge de Neulise.
Après Roanne la pente de son cours diminue sensiblement alors que l’altitude baisse. Elle creuse son lit vers le nord dans une couche d’éboulis et d’alluvions, de sables et d’argiles. Son cours s’assagit et ralentit, sa vitesse cesse d’être un handicap majeur pour la batellerie. Sortie du Massif central, juste avant le nivernais elle s’infléchit vers le nord-ouest et commence à remblayer son lit. C’est le début de cette particularité ligérienne : l’exhaussement du lit, qui est la cause directe de phénomènes particuliers à la Loire (voir section suivante « Exhaussement du lit de la Loire »).
Sa confluence avec l’Allier à Cuffy (18), près de Nevers (58), double sa taille. L’Allier pourrait même être le cours principal, et la Loire son affluent, selon les fluctuations de leurs débits respectifs.

### La Loire moyenne

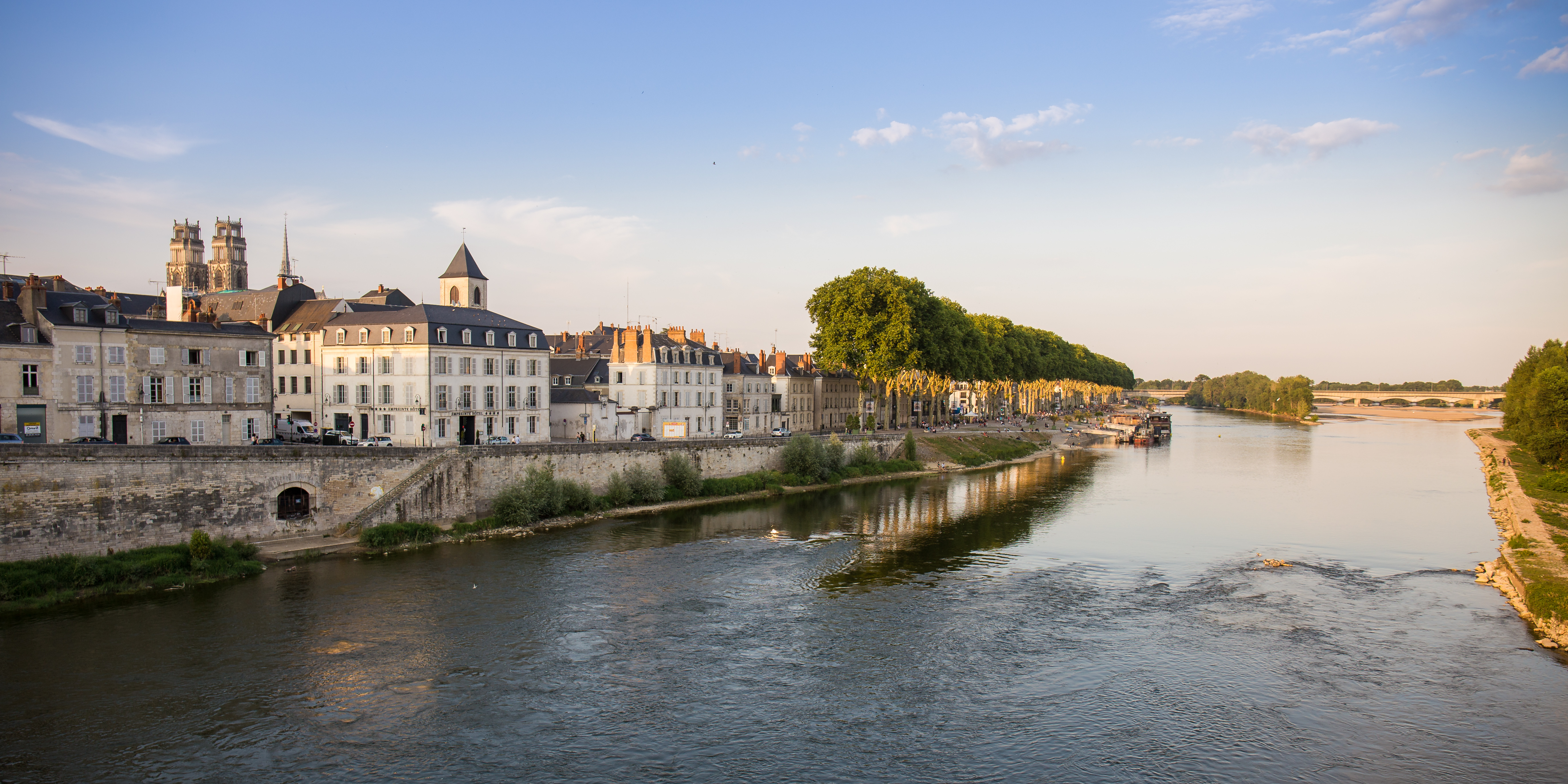
La Loire à Orléans.

Sur les 280 km suivant la confluence de l’Allier, la Loire ne reçoit que le Cosson et le Beuvron, qui ensemble cumulent un petit débit moyen d'environ 15 m3/s, et des affluents aux très petits débits (Nohain, Vauvise, Cisse…). Il lui faudra attendre d’avoir passé Tours pour recevoir d’autres affluents aussi substantiels que l’Allier.
Le pont qui relie Pouilly-sur-Loire (dans la Nièvre) au département du Cher se situe à mi-distance entre la source et l’embouchure.
En même temps qu’elle commence à remblayer son lit, la Loire infléchit sa course vers le nord-ouest. Après le bec d’Allier elle reprend une course plein nord jusqu’à Cosne-Cours-sur-Loire où elle oblique, progressivement mais définitivement, vers l’ouest. Le remblaiement du lit s’accentue également à partir de Cosne, et quelque 40 km en aval de Cosne elle rencontre le calcaire de la Beauce.

#### Exhaussement du lit de la Loire
Se chargeant vigoureusement d’alluvions dans son pays natal montagneux, elle les dépose tout le long de son cours dès qu’une pente plus douce l’assagit. En s’accumulant, ces alluvions remblaient son cours, chassent la Loire de son propre lit en l’élevant, et causent des infiltrations dans les couches de terrains perméables. Ses affluents, moins puissants, arrivent alors pour la confluence à un niveau plus bas que la Loire ; ils doivent donc la longer en parallèle jusqu’à pouvoir rattraper la différence d’altitude plus bas en aval. On peut citer comme exemple le Loiret, que l’on considère maintenant comme une résurgence et qui s’embourbe dans des marécages avant de confluer ; ou encore en Touraine la région naturelle du Véron entre la Loire et la Vienne. C’est aussi la cause de la multitude d’étangs, roselières, marécages, boires (anciens bras de la Loire), mares et autres terrains humides qui bordent la Loire sur une si large étendue de chaque côté de son cours.
Autre conséquence de l’exhaussement constant du lit de la Loire moyenne, son cours possède un lit mineur ou petite Loire, cheminant dans le lit majeur ou grande Loire. Le lit majeur sert à absorber les surplus d’eau. C’est le lit mineur que les hommes ont cherché à canaliser par des duits (ou dhuis), digues submersibles parallèles à l’écoulement. Beaucoup, plantées d’arbres, sont maintenant en ruines.
Cet exhaussement avec toutes ses conséquences caractéristiques, commence dès la sortie du Massif central et perdure jusqu’à ce que le fleuve rencontre le Massif armoricain.

#### Réseau karstique et conséquences
Avant de bifurquer vers le sud-ouest à Orléans, la Loire entre à Gien dans la zone au sous-sol de calcaire lacustre de la Beauce, qui participe de la géologie du Bassin parisien. De plus à partir de Guilly (7 km en aval de Sully-sur-Loire) et sur environ 33 à 50 km elle traverse le val d’Orléans, une vallée d’alluvions dont les couches peu épaisses laissent parfois  la roche-mère à nu.

L’eau dissout le calcaire ; celle de la Loire (légèrement acide,) dissout la roche-mère ; sur ces 50 km, son cours prend une pente à 5 % alors que la pente du terrain n’est que de 1 %. Et dans cette zone de calcaires fissurés, une bonne partie du débit d’étiage est souterrain : elle y  perd entre 7 et 20 m3/s dans un réseau karstique particulièrement développé qui ne lui restitue son eau qu’en aval de la confluence avec son affluent le Loiret. Ce dernier est en partie formé de résurgences de la Loire, sa source (appelée le Bouillon, dans le parc floral de La Source, quartier d’Orléans-la-Source) étant un des points d’accès classiques du réseau karstique et activement exploré. Mais l’eau restituée au fleuve à une dizaine de kilomètres en aval d’Orléans provient également de résurgences se formant dans le lit même de la Loire.
Ce creusement du calcaire par la Loire induit surtout de très nombreux effondrements appelés fontis ou, nom local, “bîmes”. Les 432 km du parcours de la Loire en terrain sédimentaire sont classés en “risque karstique”, val d’Orléans en tête de liste avec plus d’un gouffre par km2 – la plupart ayant été rebouchés.
Par ailleurs, les résurgences dans le lit de la Loire causent l’apparition de sables mouvants, responsables de beaucoup de noyades.
De plus il existe dans cette zone deux nappes phréatiques : l’une retenue dans les alluvions et l’autre, dite nappe de Beauce (la plus étendue en France et captant 20 milliards de m3). Ces deux couches sont séparées à l’est de Châteauneuf-sur-Loire par des couches imperméables mais communiquent entre elles à l’ouest, ce qui prédispose à des remontées de nappes et aggrave notablement les risques d’inondation lors des crues.

#### Le cours de la Loire moyenne

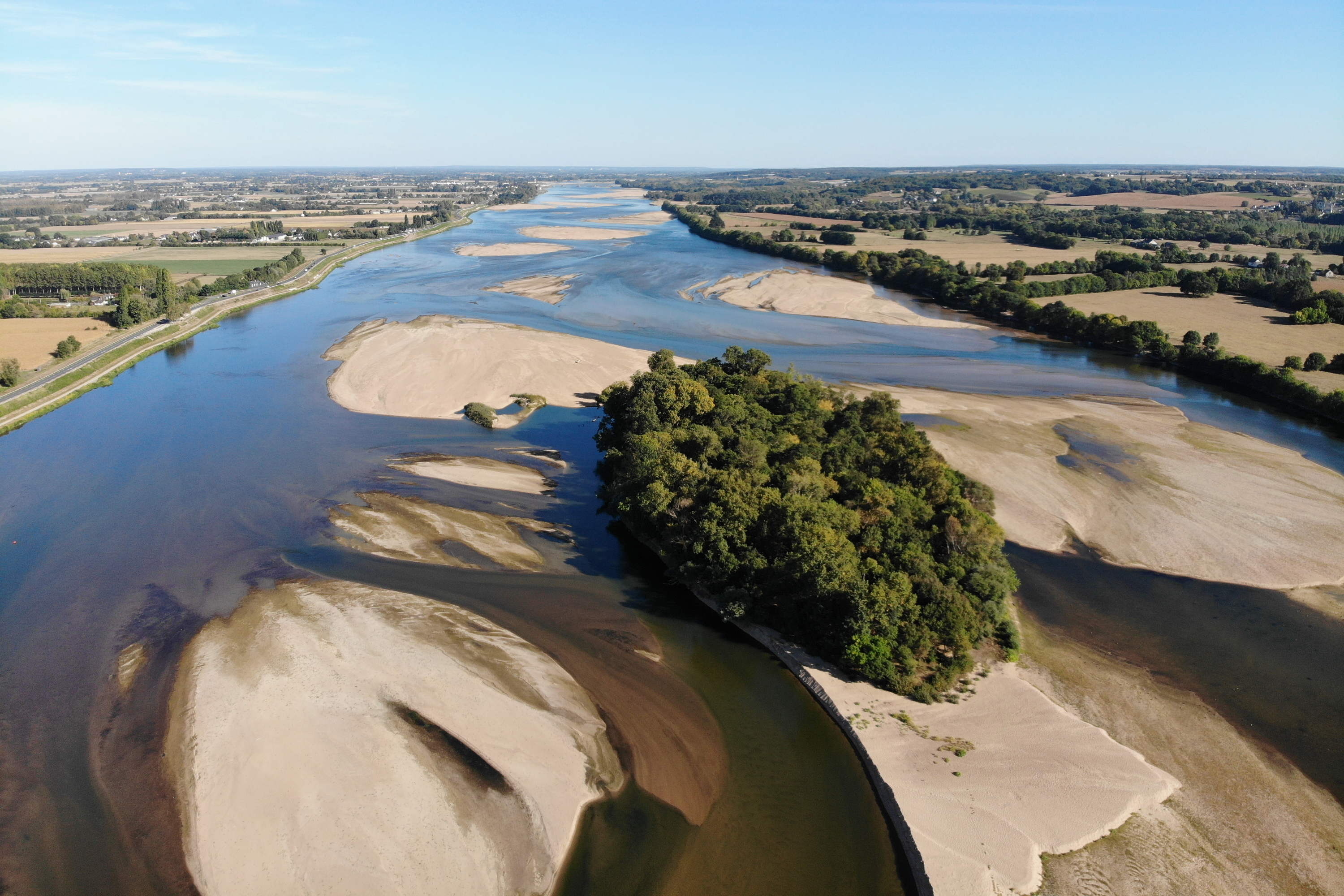
La Loire et l’île Sorin à La Bohalle, entre Saumur et Les Ponts-de-Cé.

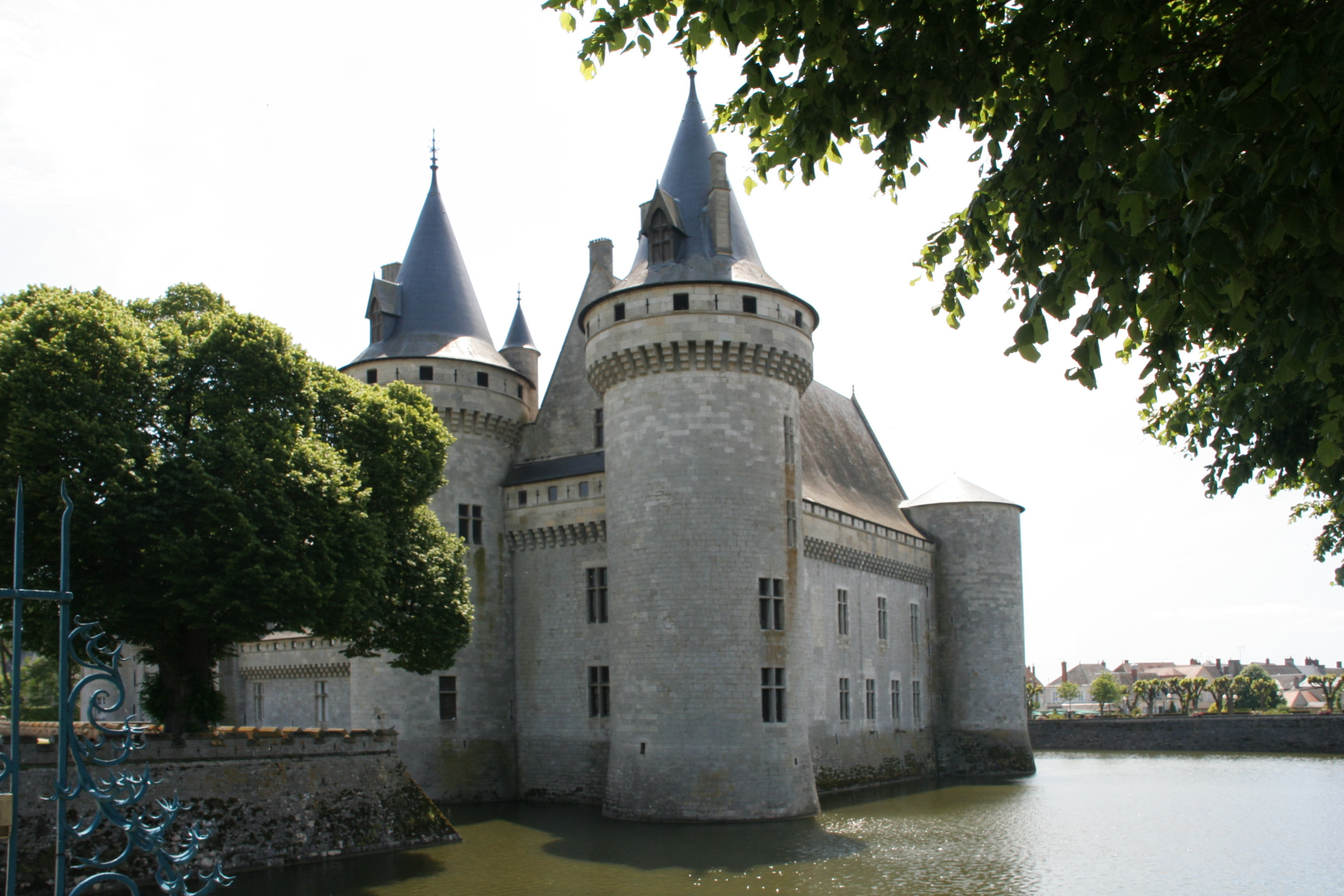
Le château de Sully-sur-Loire.

Après Orléans la Loire emprunte sur 450 km une vallée plus ou moins orientée est–ouest, ample jusqu’à Rochefort-sur-Loire à la sortie de l’Anjou et qui prolonge le Val de Loire. Tel qu’il a été inscrit en 2000 sur la liste du patrimoine mondial de l’UNESCO, cette appellation désigne la partie de la vallée de la Loire située entre Sully-sur-Loire (dans le Loiret) et Chalonnes-sur-Loire (en Maine-et-Loire). Il constitue un site exceptionnel pour sa diversité biologique ainsi que pour sa richesse historique et culturelle (parcs, châteaux et villes).

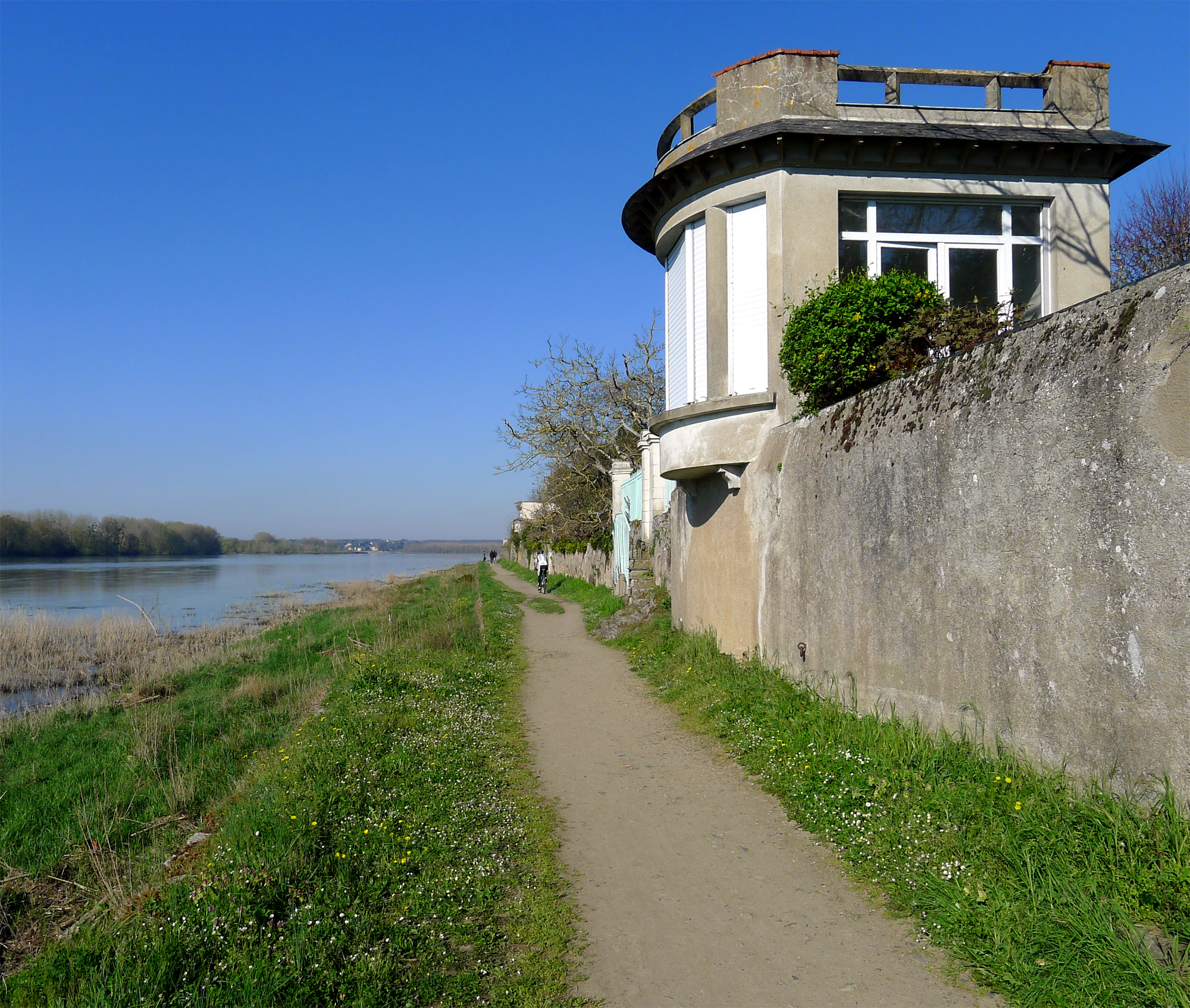
Chemin de halage et gloriette à Sainte-Gemmes-sur-Loire, près d’Angers.

Après la confluence de la rivière Loiret et les résurgences dans le lit même du fleuve, la Loire retrouve le débit perdu dans l’Orléanais. De 365 m3/s à Blois, son débit moyen croît jusqu’à 835 m3/s à Montjean en Anjou. Passé Tours, elle reçoit coup sur coup le Cher, l’Indre et la Vienne, (grossie de la Creuse) : des apports importants. L’Indre, au régime régulier, ne draine qu’un bassin étriqué dont les 9/10e sont des plaines de terrains perméables. Mais le Cher, qui ne se calme quelque peu qu’après Montluçon et les gorges de Lavault-Sainte-Anne, lui apporte toute sa vigueur. Enfin, peu avant Saumur, elle reçoit la Vienne, son plus gros affluent.
Entre Orléans et Angers, la vallée, large de 2 à 5 km, est principalement le lit majeur de la Loire. Cette vallée est souvent bordée des retombées des plateaux calcaires entre lesquels elle coule, formant des corniches de tuffeau. De nombreux îlots et bancs de sable ou de gravier parsèment le lit majeur du fleuve. La profondeur et la largeur du lit mineur varient considérablement d’une saison à l’autre et d’une année à l’autre. Grâce à la présence de nombreux déversoirs dans ce val de Loire, les crues y sont le plus souvent sans conséquences graves.

### La Loire inférieure

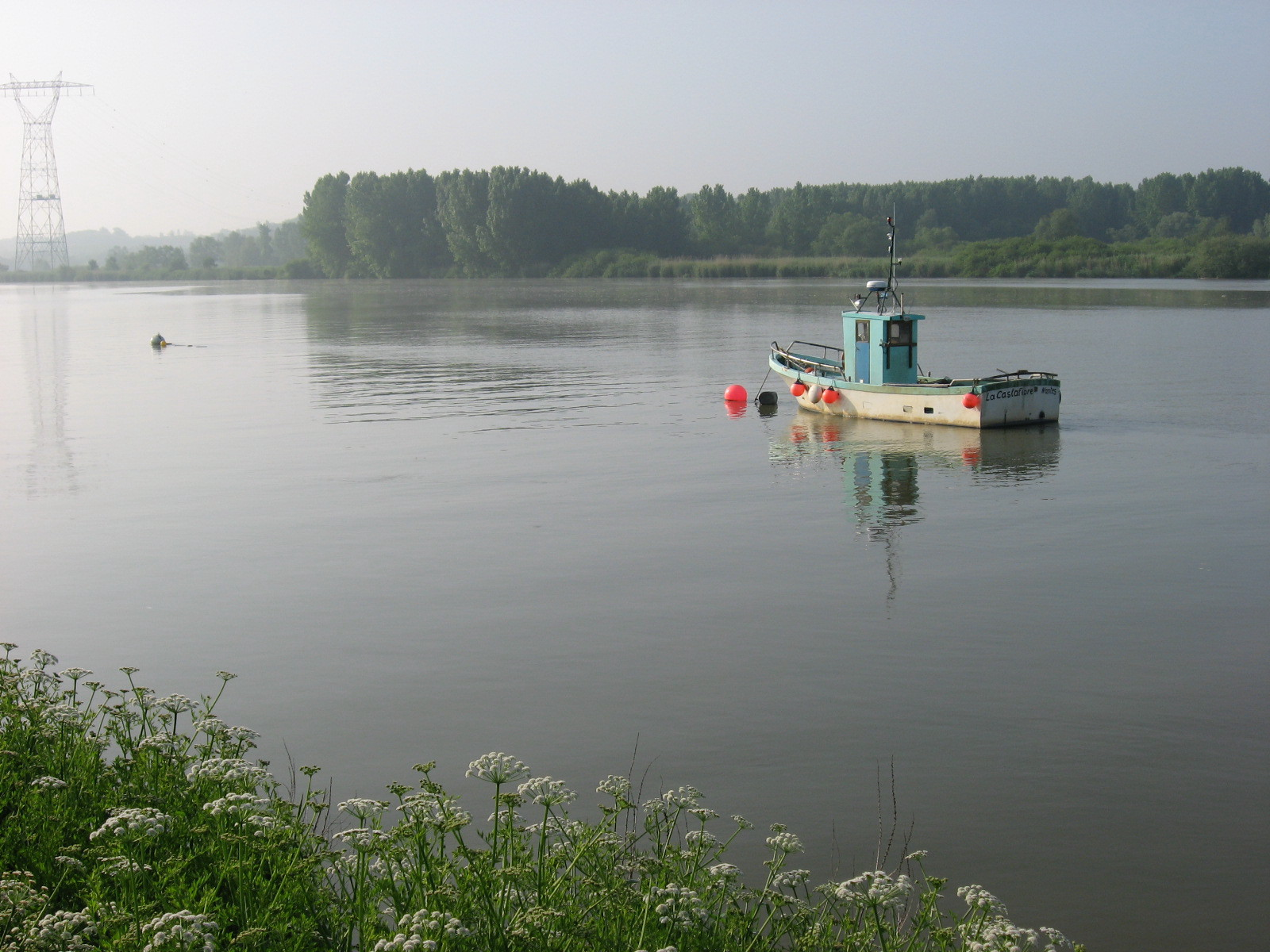
La Loire à Basse-Indre.

À partir du bec de Vienne à Candes-Saint-Martin (à 40 km à l’ouest et en aval de Tours), la Loire entre dans son dernier sous-bassin hydrologique et devient la Loire inférieure ou basse Loire.
Depuis le confluent de la Maine et sur près de 150 km estuaire compris, l’encadrement du cours de la Loire alterne entre des abrupts parfois impressionnants découpés dans les roches hercyniennes du Massif armoricain, et des étalements en bras multiples parsemés d’îles et îlots. Le sable est peu à peu remplacé par la vase déposée par le jusant des grandes marées qui peuvent, par vent d’ouest et à l’occasion, remonter au-delà des Mauves.
Entre Angers et Nantes les boires longent le cours du fleuve. Elles sont inscrites comme zones naturelles d’intérêt écologique, faunistique et floristique, notamment la boire de Champtocé en Maine-et-Loire et la boire Torse en Loire-Atlantique.
Au début du XXe siècle, la Loire est draguée afin de permettre le passage des navires de gros tonnage jusqu’au port de Nantes, pendant que les bras de la Loire dans la Cité des Ducs de Bretagne sont asséchés, causant de nombreux dégâts : effondrement de ponts, affaissement d’immeubles, etc. Nantes n’est dès lors plus la Petite Venise qu’elle fut.
À partir de Donges, la rive nord de la Loire devient une zone industrielle de première importance où l’on rencontre une raffinerie pétrolière, des terminaux méthaniers, des usines chimiques et ce jusqu’à Saint-Nazaire et ses célèbres Chantiers de l’Atlantique.

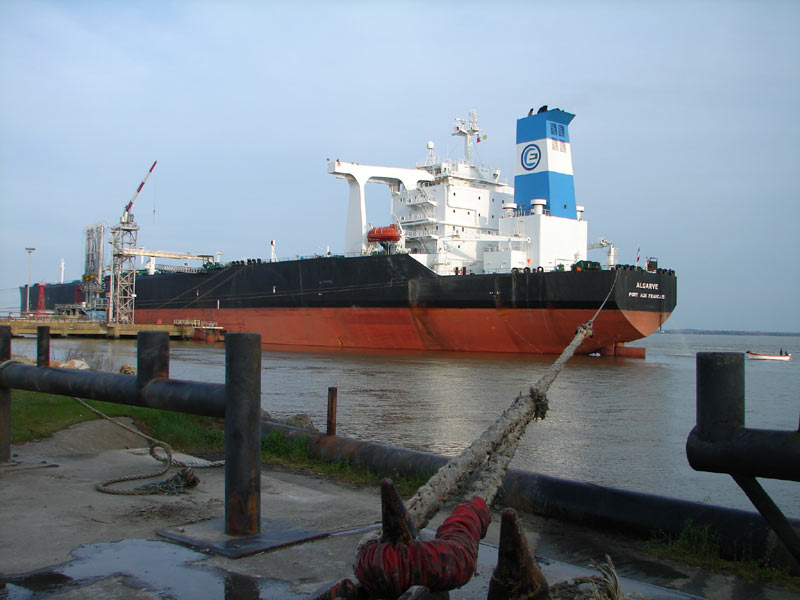
Le pétrolier Algarve amarré à Donges.
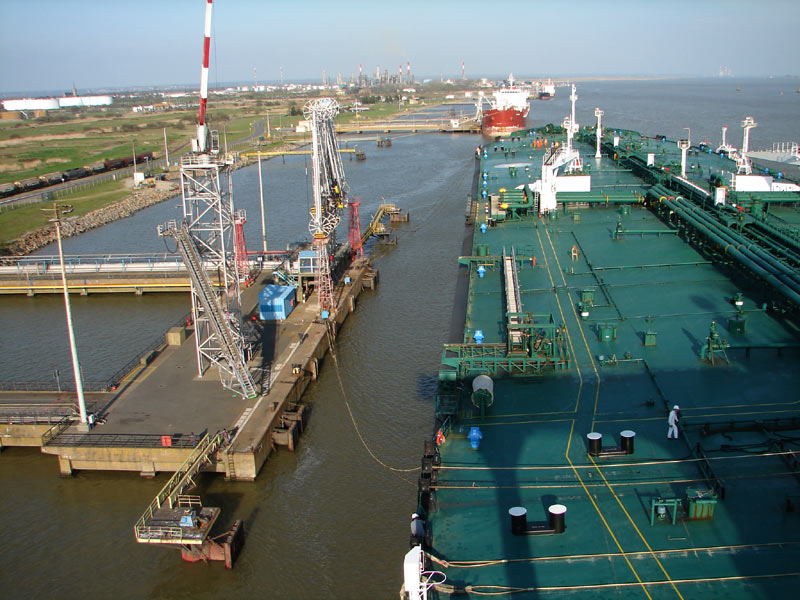
Vue sur la rive nord depuis Donges (raffinerie pétrolière à l'arrière-plan).

### L’estuaire
La Loire se jette dans l’océan Atlantique par un estuaire situé en Loire-Atlantique, limité vers l’ouest par la pointe de Chémoulin à Saint-Nazaire au nord et le phare de la pointe de Saint-Gildas à Préfailles au sud,. Dans cet estuaire, la présence d’un îlot émergé, le  banc de Bilho situé en face du port de Montoir-de-Bretagne rend la remontée des navires en Loire maritime (section Saint-Nazaire–Nantes) très délicate. Un chenal, d’une profondeur de 13 m, est entretenu en permanence.
L’estuaire abrite les chantiers de l’Atlantique réputés notamment pour la construction de paquebots transatlantiques (Normandie, France, Queen Mary 2…) ou de croisière (Sovereign of the Seas, Harmony of the Seas, MSC World Europa…). Le pont de Saint-Nazaire, un pont à haubans multicâble en éventail, enjambe l’estuaire de la Loire.

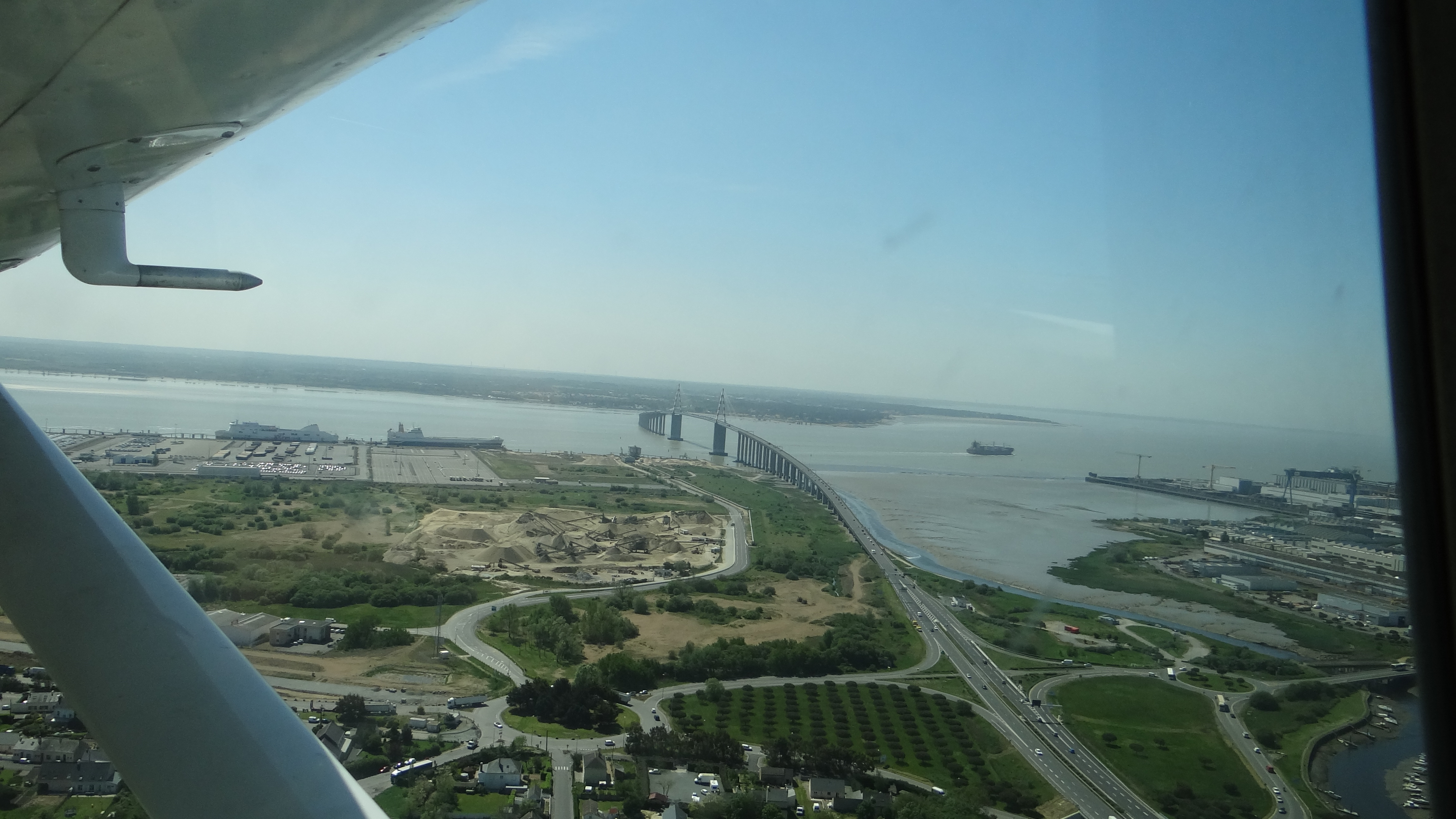
L'estuaire de la Loire : le pont de Saint-Nazaire puis le chantier naval.
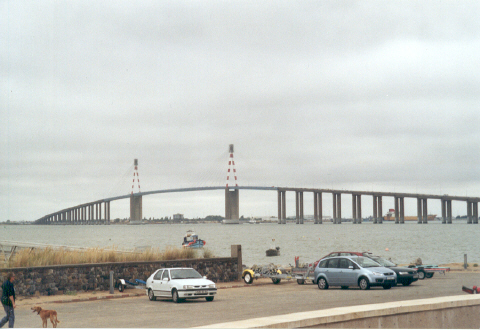
Le pont de Saint-Nazaire vu depuis Saint-Brevin-les-Pins.
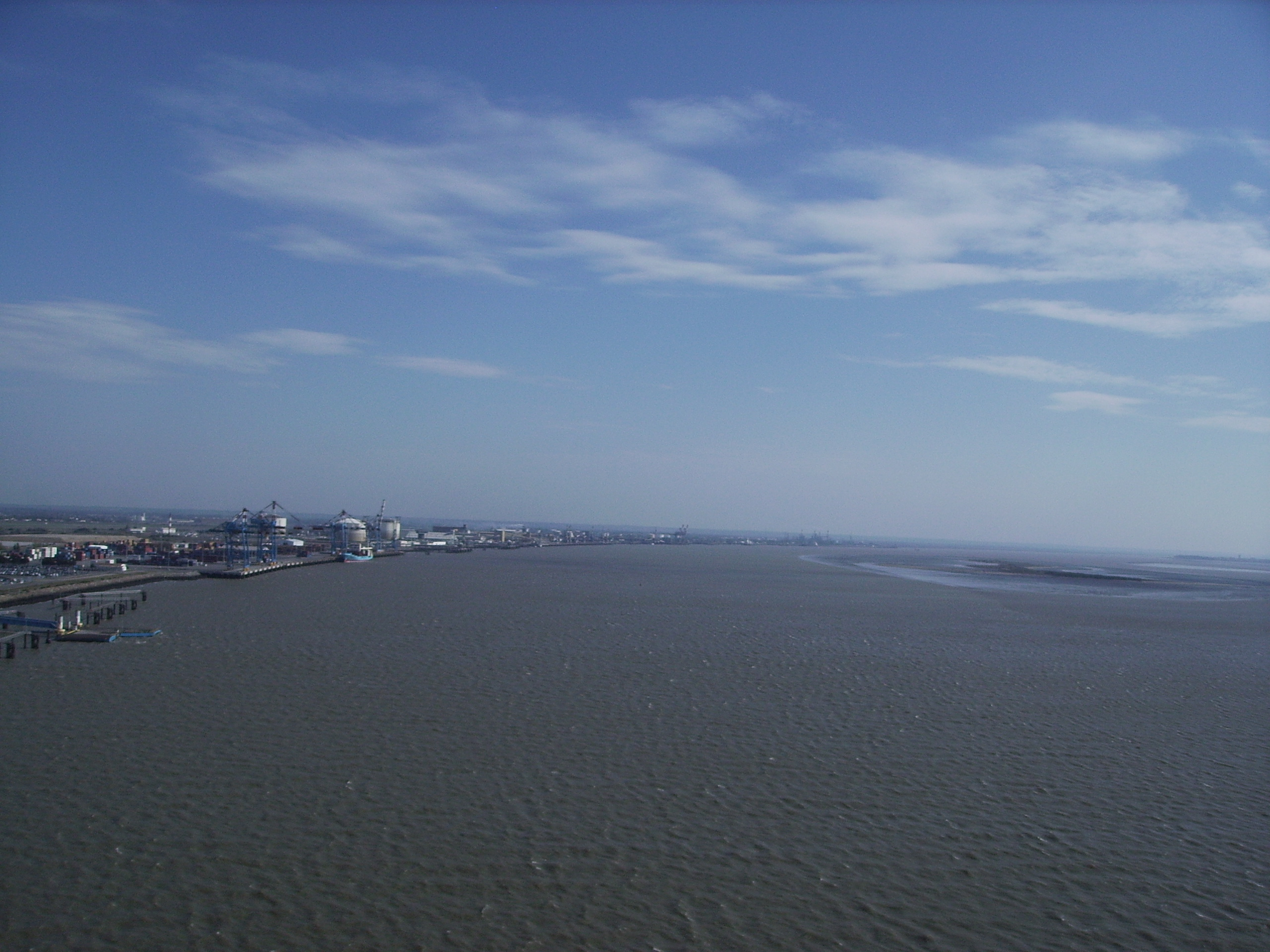
La Loire vue du pont de Saint-Nazaire.

### Principaux affluents et bassin versant

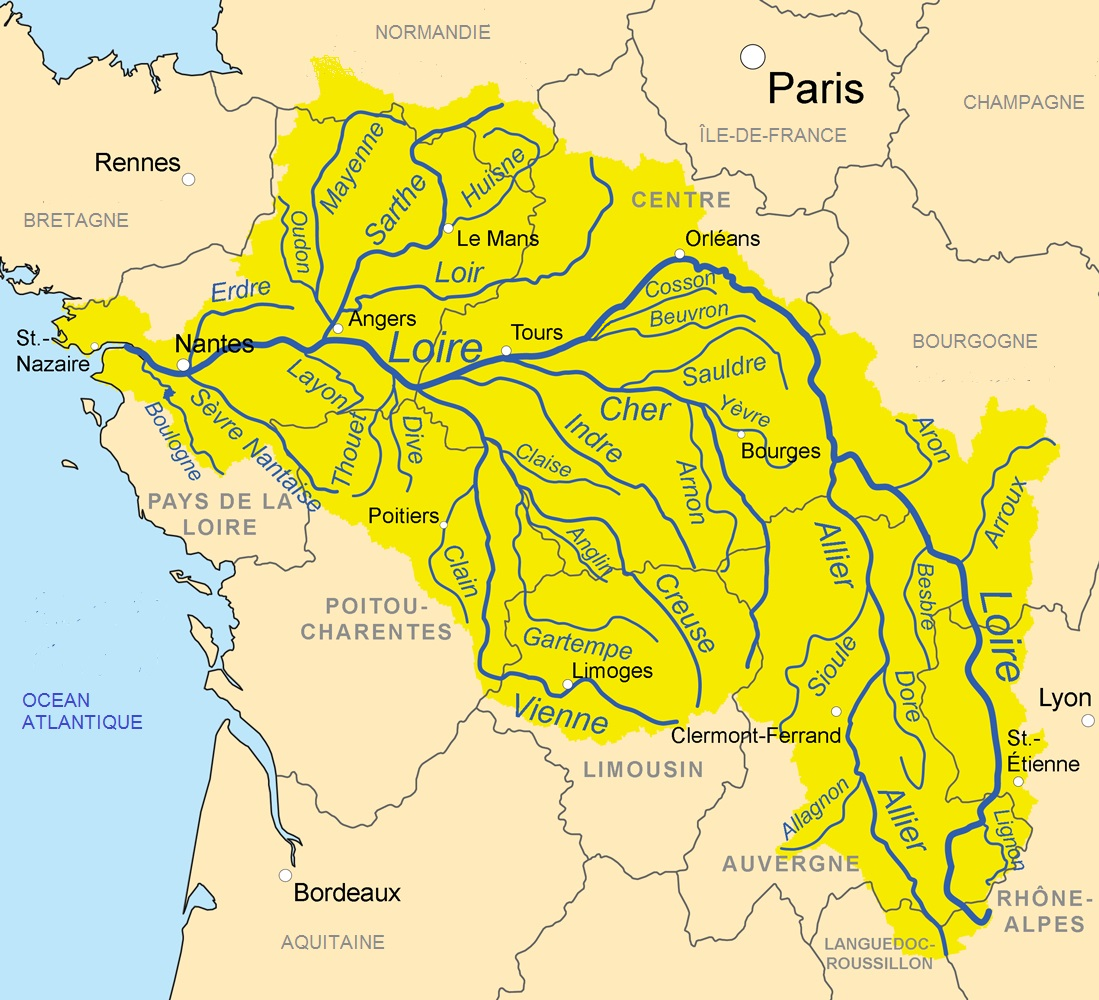
Carte du bassin versant et des affluents de la Loire.

Le bassin versant de la Loire, cœur de la France, a fait au milieu du XIXe siècle l’objet de descriptions nationalistes superlatives ou enthousiastes. Dans les éditions de Géographie universelle et autres Biographie et histoire universelles après les années 1850, le bassin de la Loire se hausse à 131 000 km2 pour représenter le quart de la France et son cours principal s’étale sur plus de 1 126 km. Vingt-sept départements français étaient concernés, de la Côte-d’Or aux limites de la Bretagne ou à l’Orne normande, des Cévennes du Mont Lozère en Lozère ou en Ardèche à l’embouchure maritime, à commencer par son cours principal avec la Haute-Loire, la Loire, la Saône-et-Loire et l’Allier (où il fait frontière départementale), la Nièvre et le Cher (idem), le Loiret, le Loir-et-Cher, l’Indre-et-Loire, le Maine-et-Loire et la Loire-Inférieure.
Le point entre les trois lignes de partage des eaux du bassin versant (tripoint hydrographique) de la Loire avec :
- celui de la Garonne vers l’océan Atlantique et celui du Rhône vers la mer Méditerranée se trouve en Lozère sur la commune d’Allenc très proche de la limite avec celle de Belvezet, à un « sommet » du mont Planas (44° 33′ 12″ N, 3° 43′ 23″ E, altitude : 1 271 m), au nord-ouest du « carrefour de la Pierre Plantée » avec un menhir à proximité ;
- celui de la Seine vers la Manche et celui du Rhône (par la Saône) se trouve en Côte-d'Or sur la commune de Meilly-sur-Rouvres, identifié sur la carte IGN à la jonction de la route nationale 81 (D 981) et du chemin communal de la Vachère, au bout de la « Pièce du Pâtis » (47° 12′ 12″ N, 4° 32′ 54″ E, altitude : 439 m).

Voici une liste des principaux affluents directs de la Loire (longueur supérieure à 100 km, ou bassin versant supérieur à 1 000 km2 ou débit moyen (module) supérieur à 10 m3/s connu au plus proche de la confluence).

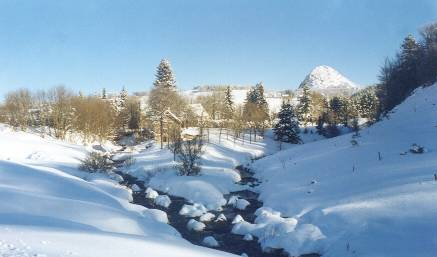
Confluence de la Loire (à droite) et de l'Aigue Nègre (à gauche) sous la neige au pied du mont Gerbier-de-Jonc.
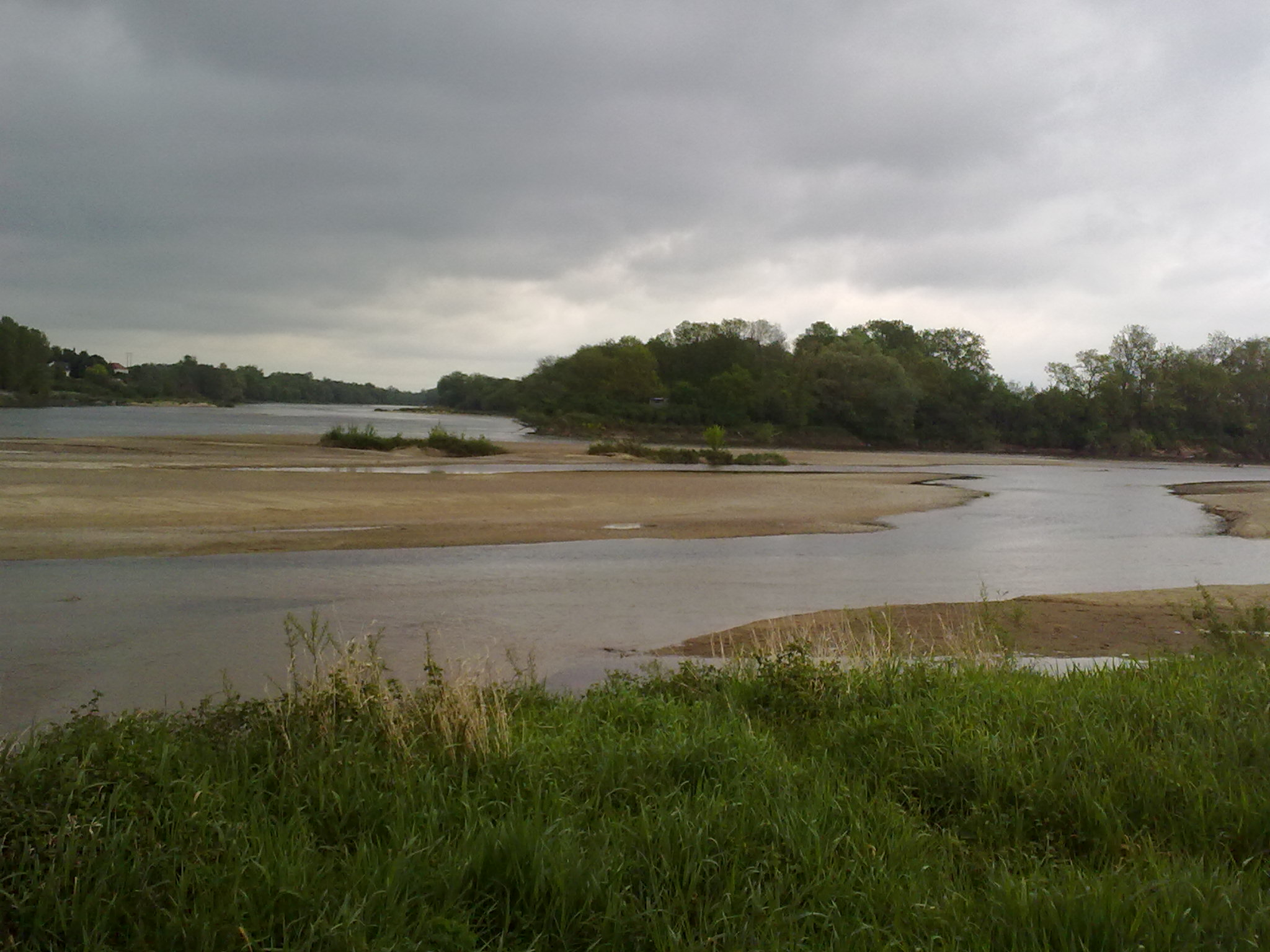
Bec d'Allier vu de Cuffy : Loire (à gauche), Allier (à droite).
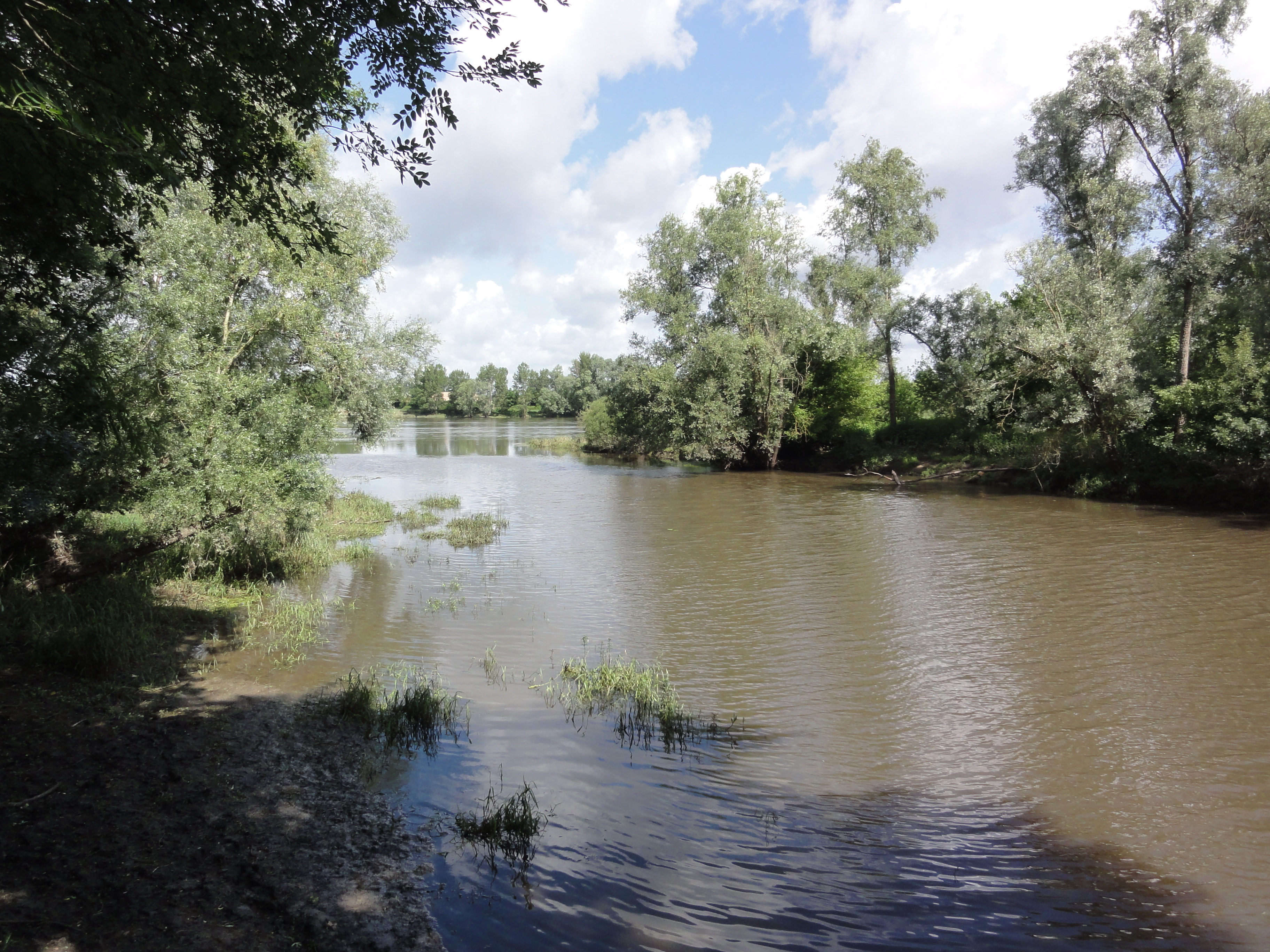
Confluence du Beuvron (premier plan) et de la Loire (arrière-plan) à Candé-sur-Beuvron.
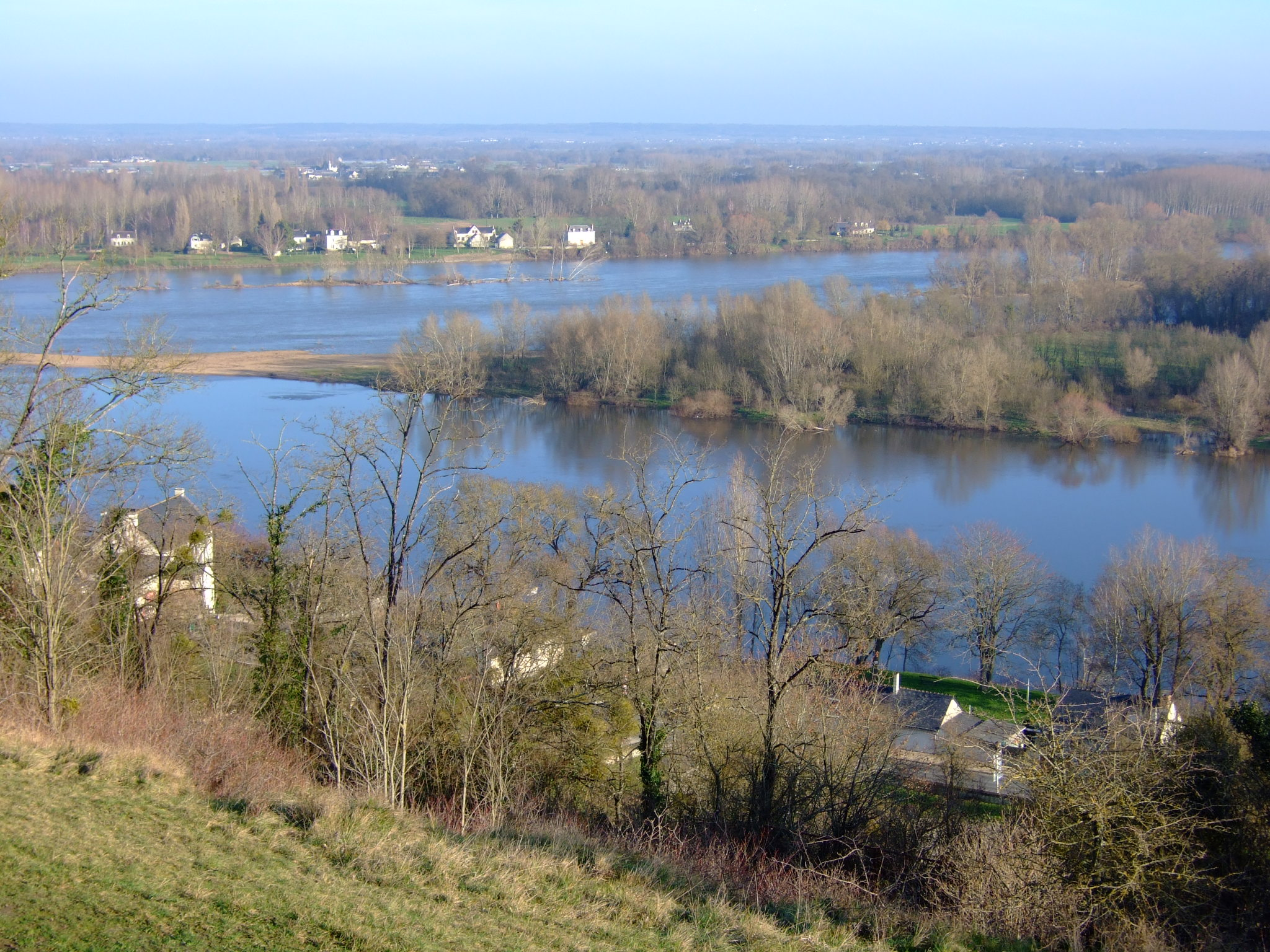
Bec de Vienne : Loire (arrière-plan), Vienne (avant plan).
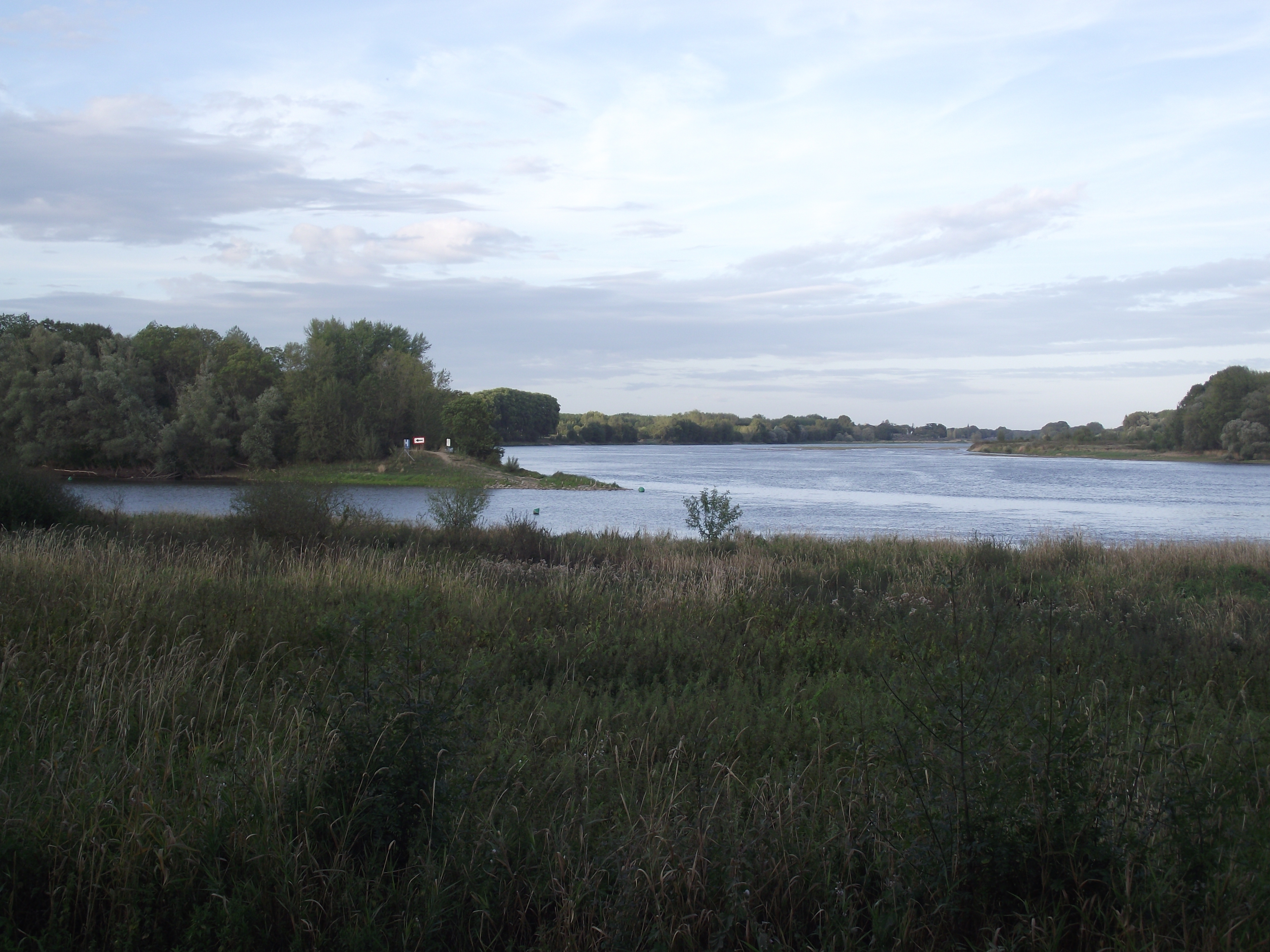
Confluence de la Maine (à gauche) et de la Loire (à droite).

Diagramme comparatif des bassins versants des principaux affluents, supérieurs à 1 000 km2 :
Diagramme comparatif des modules de débits des principaux affluents, supérieurs à 10 m3/s :

### Principaux bras de la Loire
Sont des anciens bras-morts ou boires de la Loire :
- en Loire-Atlantique : la Boire Torse (D) - 17 km ;
- en Maine-et-Loire : la Boire de Champtocé (D) - 5 km ;
- en Loir-et-Cher : la boire de la Bouillie (G) - 6 km.

## Hydrologie
Le débit moyen de la Loire est très irrégulier. Il est, en moyenne sur une année, de 350 m3/s à Orléans et de 900 m3/s à l’embouchure. Cependant, il peut parfois brutalement dépasser les 2 000 m3/s pour la haute Loire et 7 000 m3/s en basse Loire en période de crue. L’EPTB-Loire signale qu’un débit moyen de 100 m3/s[réf. nécessaire] à Orléans n’est pas rare ; la Banque Hydro indique d’autre part que le débit minimal de la Loire au Pont Royal d’Orléans a été atteint en août 1976 avec 22,4 m3/s. L’une ou l’autre mesure indiquent une grande irrégularité du débit, ce qui contribue dans une large mesure à réduire la navigabilité du fleuve.
Le débit est partiellement régulé par trois barrages : Grangent et Villerest sur la Loire ; Naussac sur l’Allier. Ils permettent la retenue des eaux pour écrêter les crues, et le relargage pour maintenir un débit suffisant, en particulier afin de permettre le refroidissement des quatre centrales nucléaires situées sur le fleuve : Belleville, Chinon, Dampierre et Saint-Laurent.

### Les débits à Saint-Nazaire
Le débit de la Loire a été observé sur une période de 15 ans, entre les années 1994 et 2008, à Saint-Nazaire, ville située à son embouchure sur l’océan. La surface ainsi étudiée est de 117 480 km2, c’est-à-dire la totalité du bassin versant du fleuve.
Le module du fleuve à Saint-Nazaire est de 931 m3/s.
La Loire présente des fluctuations saisonnières de débit bien marquées. Les hautes eaux se déroulent en hiver et au tout début du printemps, et se caractérisent par des débits mensuels moyens allant de 1 630 à 1 830 m3/s, de janvier à mars inclus (avec un maximum en janvier). À partir du mois d’avril, le débit diminue progressivement jusqu’aux basses eaux d’été qui ont lieu de juin à octobre, entraînant une baisse du débit mensuel moyen jusqu’au plancher de 242 m3/s au mois d’août, ce qui est plus confortable que ce que l’on pense habituellement. Mais ces moyennes mensuelles cachent des fluctuations bien plus prononcées sur de courtes périodes ou selon les années.

### Étiage ou basses eaux
Aux étiages, le VCN3 peut chuter jusqu’à 100 m3/s en cas de période quinquennale sèche, ce qui n’est pas tellement sévère, le cours d’eau conservant alors plus de 10 % de son débit moyen.

### Crues
Les crues à Saint-Nazaire peuvent être extrêmement importantes. Les QJX 2 et QJX 5 valent respectivement 3 500 et 4 500 m3/s. Le QJX 10 est de 5 200 m3/s, le QJX 20 de 5 900 m3/s, tandis que le QJX 50 n’a pas été calculé étant donné l’insuffisance de la période d’observation. Cela signifie que tous les 20 ans en moyenne, l’on doit s’attendre à une crue de l’ordre de 5 900 m3/s, soit presque autant que le débit moyen du Danube en fin de parcours.
Le débit journalier maximal enregistré à Saint-Nazaire durant cette période, a été de 5 350 m3/s le 31 décembre 1999. En comparant cette valeur à l’échelle des QJX de la rivière, on constate que cette crue était d’ordre décennal (définie par le QJX 10), et donc nullement exceptionnelle, car destinée à se répéter tous les dix à douze ans en moyenne.

### Lame d’eau et débit spécifique
La Loire est un fleuve moyennement abondant. La lame d’eau écoulée dans son bassin versant est de 251 millimètres annuellement, ce qui est quelque peu inférieur à la moyenne d’ensemble de la France (plus ou moins 320 millimètres). Le débit spécifique (ou Qsp) atteint de ce fait le chiffre modéré de 7,9 litres par seconde et par kilomètre carré de bassin.

### Les crues ligériennes

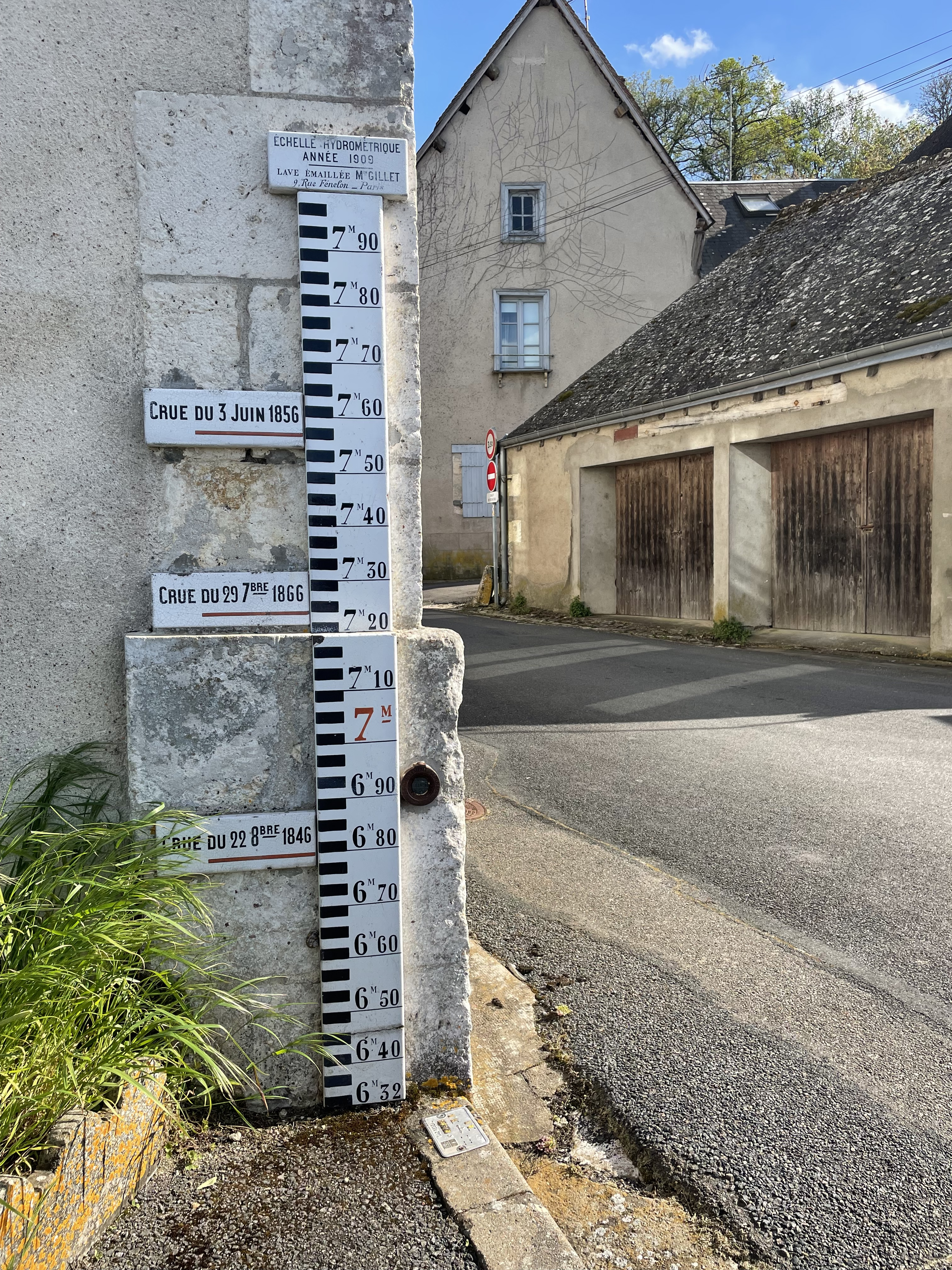
Crues de la Loire enregistrées à Chaumont-sur-Loire (Loir-et-Cher)

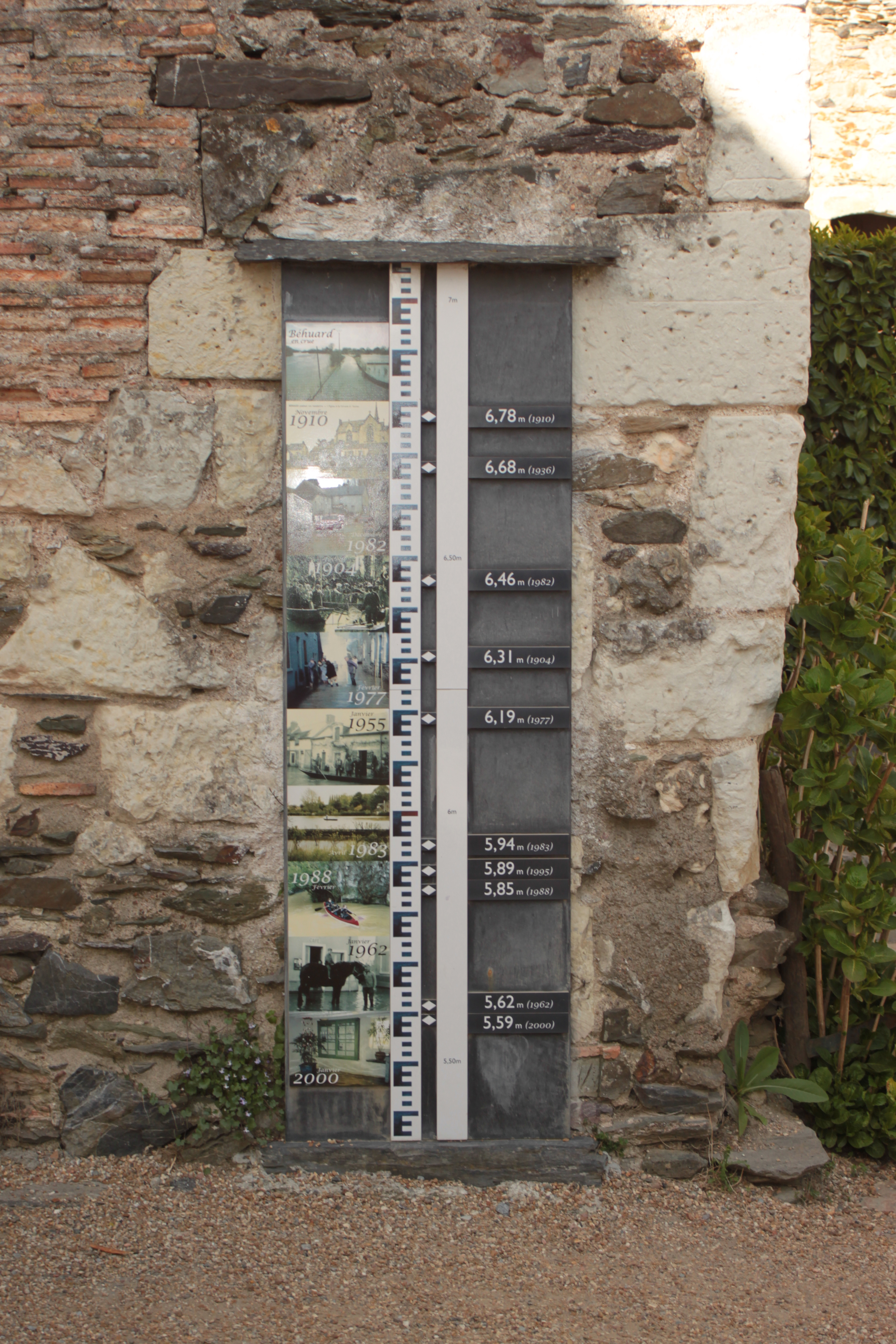
Crues de la Loire enregistrées à l'île de Béhuard (Maine-et-Loire).

Elles sont dans une certaine mesure irrégulières, souvent brutales, et parfois énormes. Des villages entiers ont disparu, rongés par les crues successives (comme Thuy près de Saint-Laurent-Nouan, dans le Blésois). Près d’Avrilly et de Chambilly à l’est du Bourbonnais, une fois par an le bailli des justices locales tenait assises dans une toue au milieu de la Loire en mémoire des localités ainsi disparues.

#### Types de crue
Les hauts bassins de la Loire et de l’Allier ne connaissent que les crues dites cévenoles : des pluies courtes mais intenses sur de petits bassins versants. Elles sont d’origine méditerranéenne, et sauf circonstance exceptionnelle n’ont pas d’effets en aval de Villerest. La crue cévenole de 2003, qui s’est fait ressentir jusqu’en Loire moyenne, a été grossie par un apport important de précipitations sur le Morvan.
Tout le reste du bassin connaît des crues de type océanique : longues périodes pluvieuses amenées par l’influence océanique, généralement en saison froide, s’étendant sur une grande partie du bassin versant. Une seule période pluvieuse limite les crues dans les sous-bassins tels que ceux de la Vienne, du Cher, de l’Indre, de la Maine, de la Sarthe ou du Loir. Plusieurs périodes pluvieuses en succession rapprochée (à quelques jours d’intervalle seulement), induisent un cumul de débit entre la Loire et ses affluents et peut générer une crue dangereuse en basse Loire – témoin celle de décembre 1982. Les crues dangereuses pour les bassins versants de plus faible surface sont amenées par des pluies intenses et courtes.

Les crues mixtes sont les plus redoutables sur l’ensemble du bassin, et en particulier en Loire moyenne. Depuis le début du XIe siècle on a compté 17 de ces crues catastrophiques, soit une moyenne de 3 à 4 grandes crues par siècle.

#### Périodicité
Les crues de la Loire sont connues de longue date.
Elles se succèdent parfois en série, comme dans la période 1749-1753 : cinq ans qui virent cinq crues sur tout le cours moyen du fleuve.
Mais les crues ne sont pas un phénomène cyclique obéissant à un rythme particulier. La fréquence des crues est exprimée par la notion de période de retour : ainsi, par exemple, une crue décennale n’est pas une crue se produisant tous les dix ans mais une crue qui chaque année, a une chance sur dix de se produire. Telle période de dix ans peut ainsi connaître plusieurs crues décennales, ou aucune.
Il est impossible de prévoir la survenance d’une crue avant que ne se produisent les phénomènes météorologiques qui en sont la cause.

#### Grandes crues
Parmi les plus grandes crues dans la région d’Orléans, on note celles qui ont eu lieu en 1846 (niveau 6,78 m), en juin 1856 (niveau maximal à Orléans à 7,1 m avec 6 000 m3/s de débit au bec d’Allier près de Nevers), et en 1866 (niveau 6,92 m). Ces trois crues étaient de type mixte (cévenole et océanique), durant lesquelles le débit en aval du confluent de l’Allier s’est approché de 8 000 m3/s. La crue la plus importante au XXe siècle est celle de 1907 (niveau 5,25 m). Auparavant, celles de 1707 et de 1790, du même ordre d’importance, étaient les crues de référence.
À Cinq-Mars-la-Pile en Touraine on a relevé 7,35 m au-dessus de l’étiage en 1755, et 7,1 m en 1788. Le déluge de Saumur en 1615 vit la rupture conjointe des levées de la Loire, du Thouet et de l’Authion et laissa de cuisants souvenirs.
Pour la Loire supérieure l’année marquante entre toutes fut 1790 avec les dévastations conjuguées de la Dore qui anéantit un quartier de Courpière et le port de la Care à Puy-Guillaume, de l’Allier débitant 3 800 m3/s à Pont-du-Château et 7 000 m3/s à Moulins où il détruit 654 maisons ; et de la Loire supérieure qui annihile le port de Digoin et 65 maisons du quartier de la marine, ainsi que les bas quartiers de Nevers où elle abat trois arches du pont.

#### 1856: crue de référence
La crue de 1856 demeure encore de nos jours la crue record et de référence pour l’aménagement du territoire. Elle a recouvert près de 100 000 ha et détruit près de 23 km de digues, provoquant la mort d’une trentaine de personnes uniquement dans le département de Maine-et-Loire. De nombreuses villes furent partiellement submergées : Blois, Tours, Trélazé, etc. Dans cette dernière commune la carrière des Ardoisières fut engloutie, provoquant l’arrêt de la production durant plusieurs mois. L’empereur Napoléon III fit alors une visite sur les lieux de la catastrophe. Cette visite auprès des sinistrés avait aussi des arrière-pensées politiques (voir les émeutes de la Marianne dans cette commune un an plus tôt). Cependant, à l’amont du confluent de l’Allier, le niveau de cette crue de 1856 fut nettement moins élevé qu’en 1846 et 1866, et d’un niveau équivalent à celle de 1907.
En Haute-Loire, les crues de septembre 1980 ont fait six morts et vingt blessés. Un déluge s’était abattu en une nuit sur la façade cévenole du bassin. La crue est montée de 6 cm/s pour atteindre un débit de 2 000 m3/s. L’averse a eu lieu alors que le torrent était à sec. C’est la dernière grande crue cévenole en date.
De nombreuses maisons anciennes comportent des marques de crue sur leurs murs. Nombre d’entre elles datent de la campagne de pose de plaques commémoratives dans les zones inondées qui fut entreprise en 1856 pour conserver le souvenir de la catastrophe.

#### Autres crues
À Nevers, voici quelques relevés des dernières crues :
- 13 novembre 1790 - 5,80 m : c’est la crue ayant occasionné le plus de dégâts : 5 arches du pont sont détruites, coupant la liaison entre les deux rives. Les bas quartiers sont inondés ;
- octobre 1846 - 6,30 m : la Loire monte de plus de 4 m en 3 heures ;
- 6 décembre 2003 : 2 200 m3/s pour une cote de 3,88 m ;
- 6 novembre 2008 : vers 6 h, la Loire écoule 1 950 m3/s pour une cote de 3,52 m.

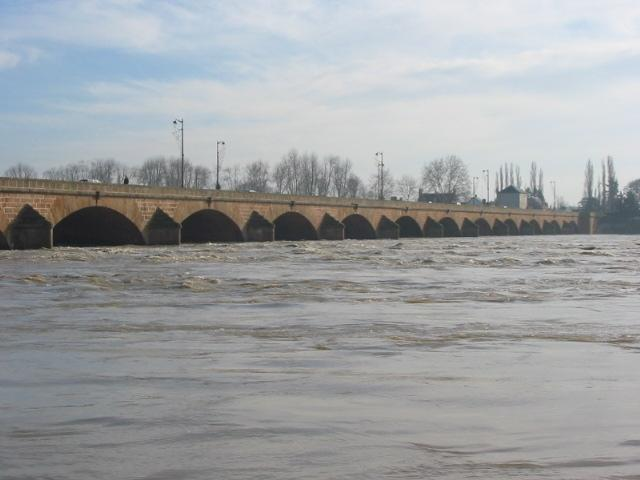
La Loire en crue à Nevers (6 décembre 2003).
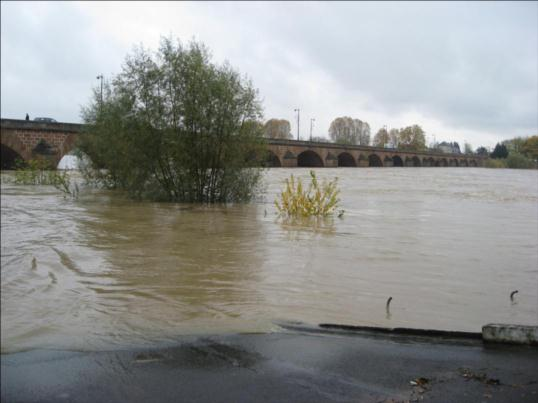
La Loire en crue à Nevers (6 novembre 2008).

### La Loire à sec
Au contraire des crues, la Loire connaît parfois des périodes très sèches et son lit est réduit au minimum. C’est ainsi que les années 1870 et 1949 représentent les plus bas historiques du débit de la Loire.

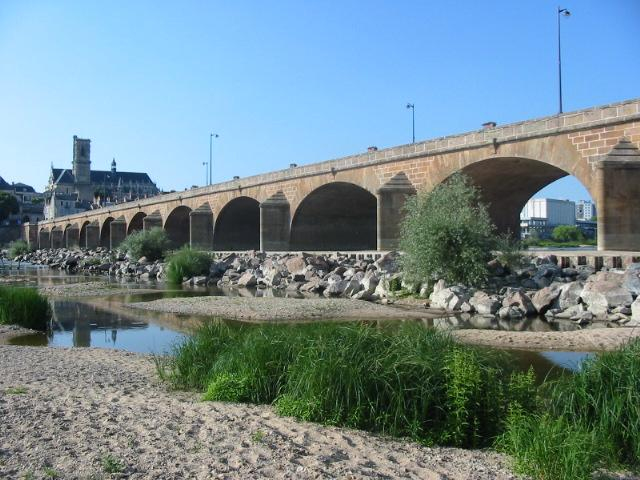
La Loire à Nevers en période de canicule (été 2003).
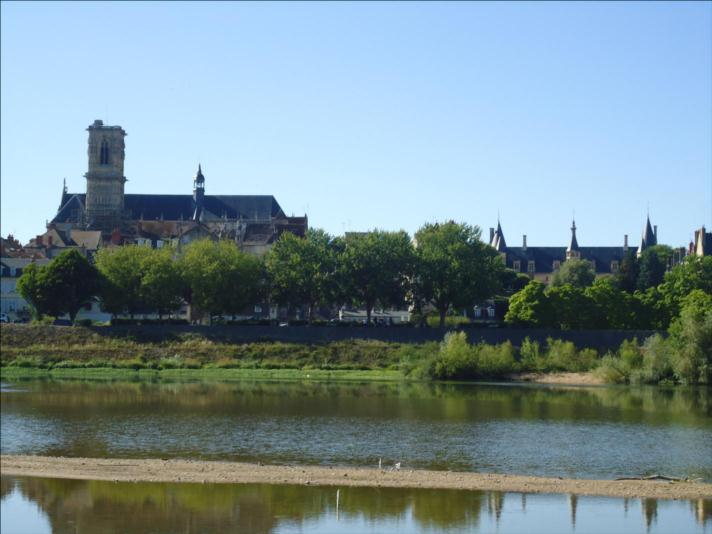
La Loire à Nevers au cours d'un printemps très chaud (juin 2011).

## Écologie

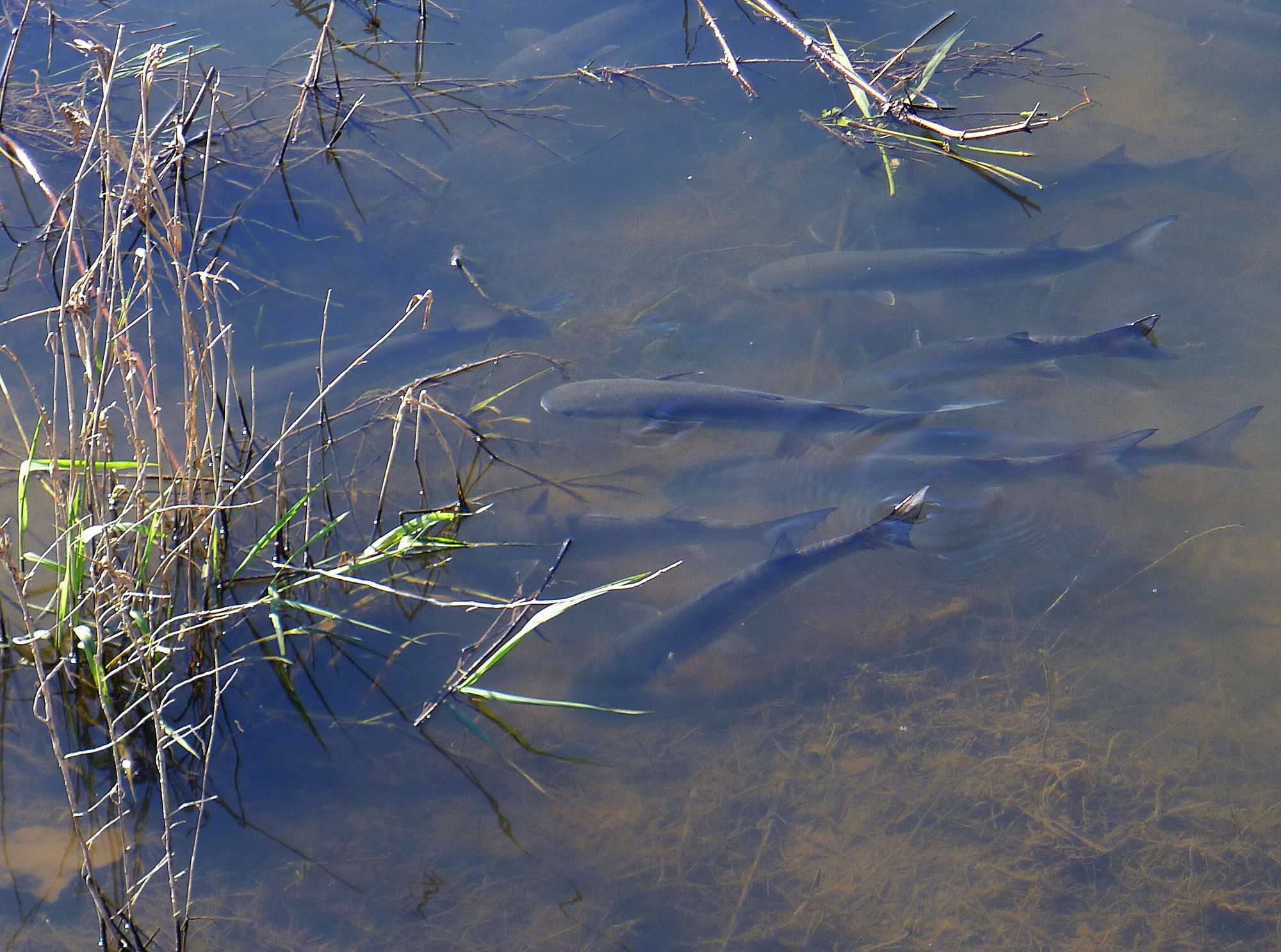
Groupe de mulets porcs remontant la Loire au niveau de Sainte-Gemmes-sur-Loire (Maine-et-Loire), au printemps 2015.

Bien que la Loire soit considérée comme une entité écologique exceptionnelle (le dernier grand fleuve relativement « sauvage » de France) et corridor biologique d’importance nationale et paneuropéenne pour la migration de nombreux poissons et pour la migration aviaire, elle n’est pas épargnée par la pollution diffuse issue des rejets directs ou indirects, pas ou mal épurés, du ruissellement agricole (engrais, pesticides, matières en suspension  issues de l’érosion des sols) et du ruissellement urbain ainsi que des retombées atmosphériques. Elle fait l’objet d’actions de surveillance, d’études, de prévention et de dépollution concertées dans le cadre d’un Plan Loire grandeur nature.
Une étude écotoxicologique publiée en mars 2013, conduite par VetAgro Sup et le muséum d’Orléans, à l’échelle du bassin de la Loire durant trois années consécutives a porté sur la contamination de mollusques, crustacés, poissons et superprédateurs (balbuzard, loutre, etc.) par 54 polluants xénobiotiques. L’étude a confirmé que l’ensemble des espèces et du réseau trophique est contaminé à divers degrés par de nombreux polluants. Cette étude devrait être suivie d’analyses plus pointues et de recommandations aux gestionnaires et décideurs ; « Aucun individu d'aucune espèce n’est apparu exempt des xénobiotiques recherchés, quel que soit le site retenu dans le bassin de la Loire » y compris par des substances préoccupantes dont polychlorobiphényles (PCB), pesticides organochlorés et mercure qui comptent parmi les plus fréquemment retrouvées. Quelques espèces représentatives des capacités de bioaccumulation dans ce milieu (balbuzard, loutre, cormoran et silure)  vont être étudiées plus précisément sur la Loire moyenne (du bec d’Allier à Tours) en 2013 et 2014, y compris pour des résidus médicamenteux susceptibles d’affecter la biodiversité par leurs effets de perturbateurs endocriniens. Chez les espèces au sommet de la chaîne alimentaire comme le balbuzard, les quantités de polluants sont très élevées, quels que soient l’âge et le sexe de l’oiseau (1 mg/kg environ pour la somme des pesticides analysés, auxquels il faut ajouter plus de 0,5 mg de PCB, 0,4 mg de désherbant et presque autant de pesticides organophosphorés).
À elles seules, les doses de PCB atteignent les seuils considérés comme suffisants pour sérieusement perturber la reproduction et la survie de l’espèce. La part des biocides organochlorés semble diminuer, mais celle des PCB (souvent très rémanents) reste préoccupante. Les prédateurs de poissons (balbuzards pêcheurs) semblent épargnés par certains pesticides (carbamates et pyréthrines, raticides et anticoagulants), contrairement à ce qui est observé notamment avec les carbamates chez d’autres rapaces en France (comme le milan royal). Le taux moyen de mercure des balbuzards pêcheurs (1,97 mg/kg en poids sec) est préoccupant. Le taux individuel varie beaucoup selon les individus (de 0,03 à 16,3 mg/kg). Tous les balbuzards oiseaux sont contaminés par le mercure : « Certaines valeurs individuelles et la valeur moyenne sont supérieures à celles observées dans le sang, les tissus ou les œufs de balbuzards issus d’autres populations situées en Europe, aux États-Unis ou au Canada »,,,,,. Le plomb, facteur notamment de saturnisme aviaire, est également présent chez 24 balbuzards sur 27 (jusqu’à 0,76 mg/kg en poids sec, avec des variations de 0,14 à 6,2 mg/kg selon les individus). Les taux de cadmium sont parfois très élevés (jusqu’à  11,6 mg/kg en poids sec), avec une moyenne dépassant celles rapportées dans la littérature notent les auteurs.
Par ailleurs, en août 2017 la Loire - après le Cher et avant la Vienne - est polluée par des cyanobactéries mortelles (13 chiens morts) produites par des algues elles-mêmes favorisées par les nitrates, les températures d’été et les eaux calmes de l’étiage saisonnier,.
Les rives de la Loire abritent également la centrale nucléaire de Saint-Laurent-des-Eaux, laquelle a rencontré deux accidents : en 1969 sur le réacteur A1 et en 1980 sur le réacteur A2. La présence de traces de plutonium en aval de la centrale serait notamment imputée à ces accidents.
La datation de l'apport de plutonium a pu être faite grâce aux prélèvements réalisés à Montjean-sur-Loire,. L'affaire a été classée « sans suite » car la radioactivité dans la Loire n'est pas supérieure à celles des autres sites nucléaires français.

## Histoire humaine

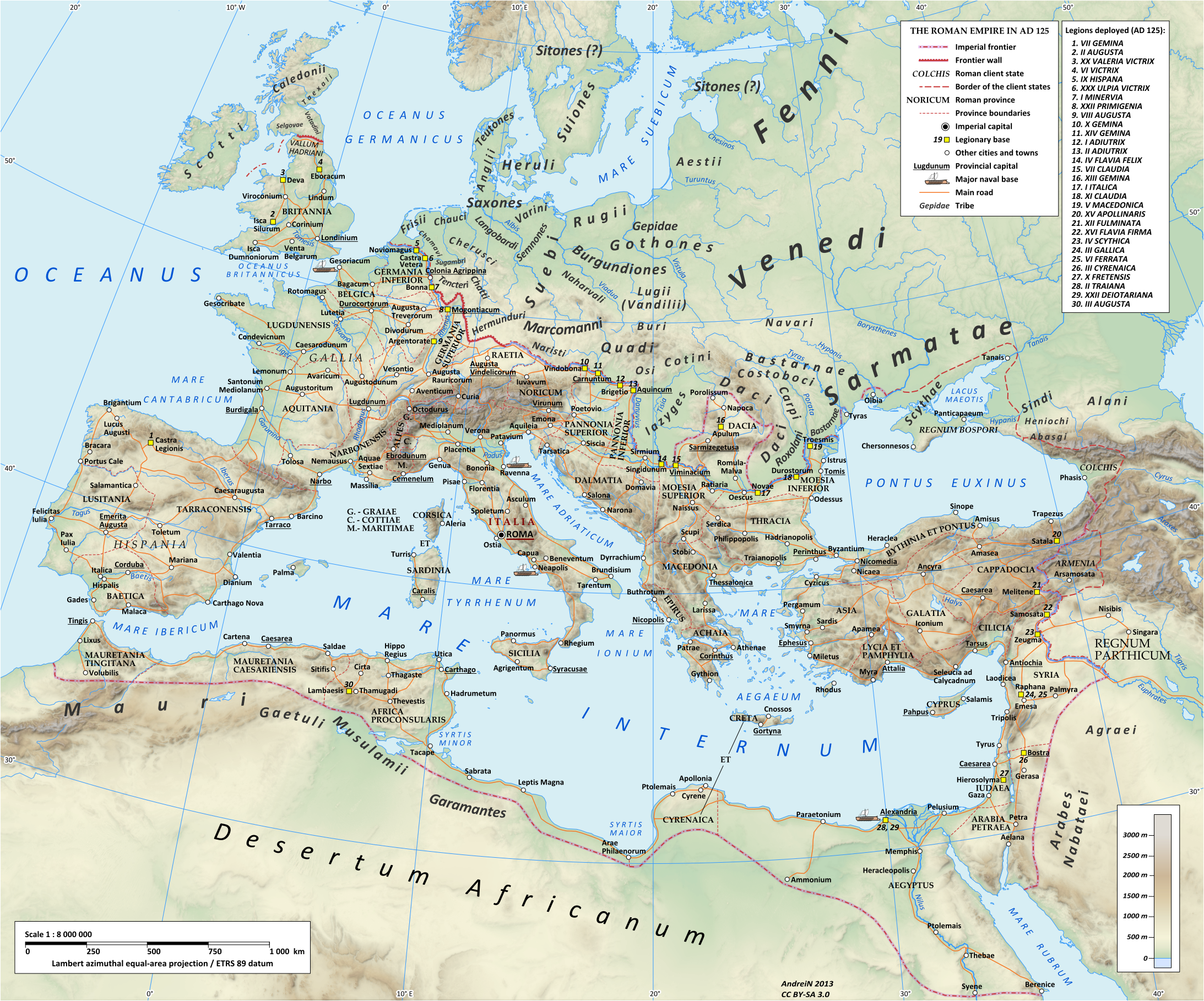
Carte des principales voies romaines sous Hadrien (vers 125). La limite naturelle ligérienne explique que presque toutes les principales voies romaines dans cette région affectent une direction parallèle au fleuve.

Depuis l'Antiquité, malgré une navigabilité limitée et temporaire, la Loire est une voie de communication à longue distance (transport de personnes, flux de marchandises et d'informations) avec notamment les populations du pourtour méditerranéen, alors qu'elle a longtemps constitué une frontière naturelle voire une barrière ethnique ou culturelle : frontière géographique imposant des points de passage et d'aménagement du fleuve (ponts, gués, pêcheries…), frontière politique entre peuples gaulois (à laquelle succéderont les limites des diocèses) et des provinces romaines, frontière sociale entre langue d'oïl et langue d'oc.
Au fil des ans, le manque d’eau, les crues excessives, l’embâcle ou la présence de glace pouvaient suspendre radicalement jusqu’à 5 à 6 mois l’activité marinière ligérienne. Ainsi, en février 1803 à Orléans, le fleuve est pris par la glace sur toute sa largeur et le maire doit faire décharger toutes les péniches de peur qu’elles ne soient emportées par la débâcle. Mais le déplacement incessants des sables en bancs allongés ou grèves, parfois créateurs d’îlots, demandait en outre une vigilance constante aux flotteurs et bateliers.

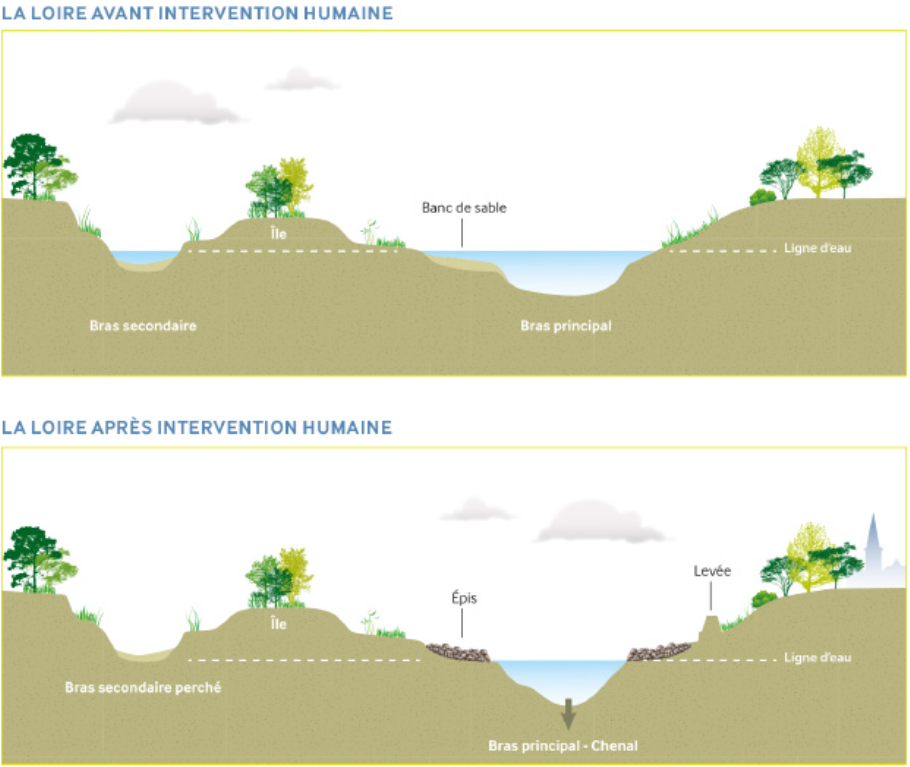
Le programme de rééquilibrage du lit de la Loire sous maîtrise d'ouvrage de VNF, répond aux objectifs du Plan Loire Grandeur Nature.

Probablement bien avant l’époque médiévale, ce danger due à la divagation outrancière d’un fleuve capricieux en aval d’Orléans avait justifié l’installation de digues parallèles pour resserrer les eaux — avec l’appui de barrages parfois équipées de relâches — et limiter les dépôts gênant la navigation. En rive droite apparaissent de Blois à Angers des digues isolées, puis progressivement connectées qui sont dénommées sous le nom générique de « levée de Loire ». Un capitulaire du roi Louis le Pieux confirme leur existence légale, et ces installations à protéger et à entretenir par les communautés riveraines reconnues avec le statut de monument public par l’administration d’Henri II Plantagenêt. Ces installations d’intérêt public semblent se généraliser en amont, jusque dans l’Orléanais sous Louis XI. De 1496 à 1711, les historiens ligériens estiment qu’elles ont été rompues au moins vingt-sept fois par le fleuve. Mais la science des aménageurs à partir du XVIIe siècle remplace les murs en talus par des perrés en pierre de tuf, reposant sur deux rangs de pilotis, des deux côtés des abords des villes. La crue de 1799 consacre la belle résistance de ses structures protectrices parfois vieilles de plus d’un siècle.
Ainsi l’espace est depuis des millénaires une préoccupation constantes des autorités publiques, des communautés locales représentantes à l’ordre princier ou régalien. Et notre époque ne déroge point à la règle. Ainsi le 4 janvier 1994, Michel Barnier, ministre de l’Environnement du gouvernement d’Édouard Balladur, annonce le « plan Loire grandeur nature », un plan global d’aménagement du bassin de la Loire visant à concilier la protection des personnes et des biens notamment face aux inondations, la préservation des milieux naturels et le développement économique durable.

### Navigation

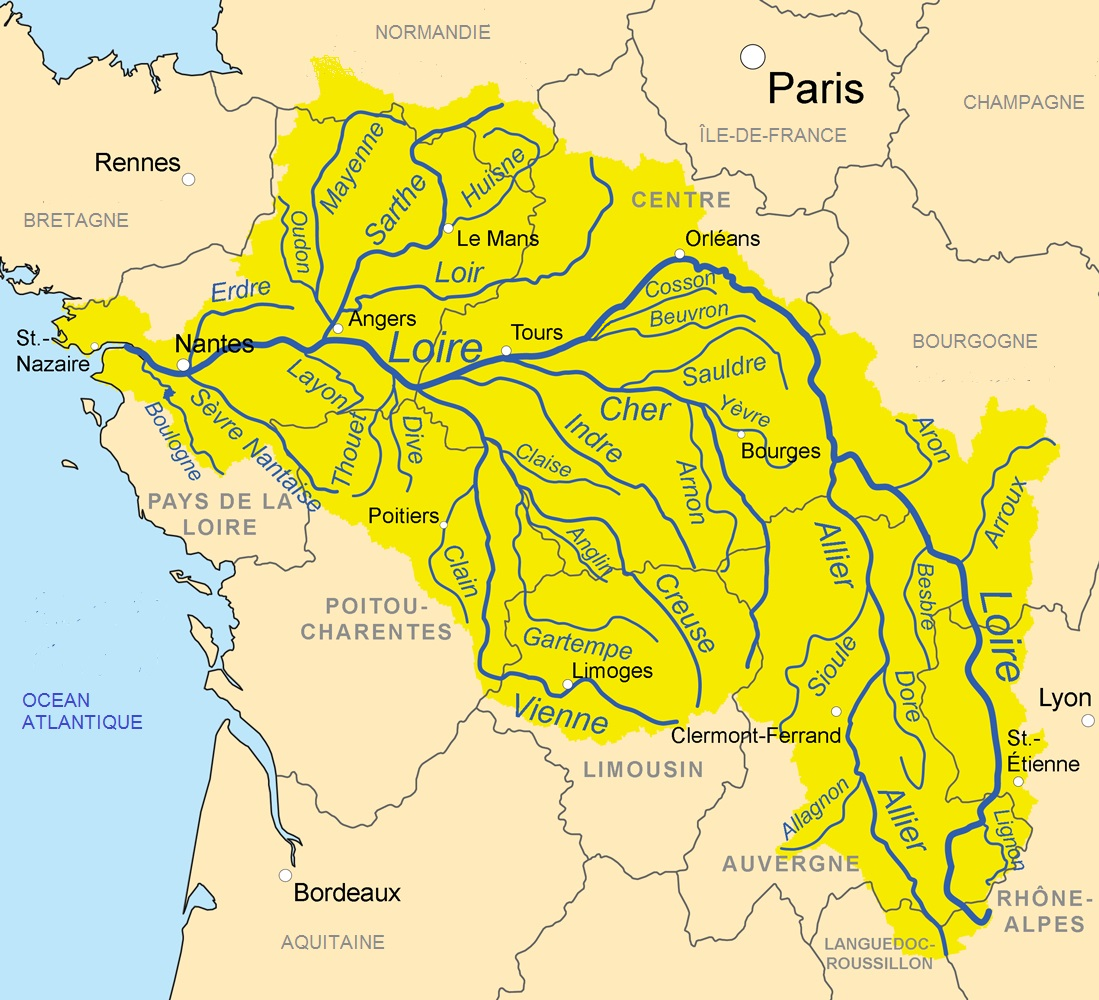
La Loire est le seul fleuve d'Europe à pouvoir être remonté à la voile sur près de 400 kilomètres. Orienté est-ouest sur cette distance, il permet à la remonte la navigation au portant de Nantes à Orléans grâce aux vents dominants d'ouest. Par la suite, en amont d'Orléans, le cours orienté nord-sud peut être remonté grâce au halage. Jusqu'au début du XIXe siècle, la Loire, grâce à son bassin qui couvre le cinquième de la France métropolitaine et sa grande batellerie à voile, représente l'axe économique majeur du pays.

La navigation montante n’était autorisée que jusqu’à Roanne, dans le département de la Loire. Voici une liste des principaux grands ports urbains de la Loire au milieu du XIXe siècle d’amont en aval, selon le Bouillet ou le Larousse du XXe siècle : Roanne, Digoin, Decize, Nevers, La Charité, Cosne, Briare, Gien, Jargeau, Orléans, Beaugency, Blois, Amboise, Tours, Saumur, Les Ponts-de-Cé, Saint-Florent, Ancenis, Nantes, Indret, Savenay, Paimbœuf, Saint-Nazaire.
Il existait plus de 120 péages importants au XVIe siècle sur le fleuve, l’ancien régime monarchique ayant toléré ou gardé une trentaine de péages avant 1789.
Ces péages ou leurs abords immédiats à proximité de route étaient en général surveillés par un réseau de tours de guet, installations parfois transformées en châteaux vers le XIIe siècle, garantes de la surveillance et de la protection de la voie fluviale en échange de contributions fiscales diverses et parfois abusives. Cette surveillance extrêmement vigilante de la voie d’eau commence avant la navigation et même le flottage en Forez, car la voie de la jeune Loire se confond avec une vieille voie traditionnelle devenue route carolingienne vers Le Puy et le Velay.

### Flottage
En 1830 le flottage du bois était autorisé sur environ 28 lieues terrestres non navigables du cours de Loire, de Retournac en Haute-Loire à La Noirie, en amont de Roanne. La descente de train ou flotte de sapin en saison était encore une activité prospère. Elle servaient parfois à construire des gabarres ou des sapines.
Le flottage en train aménagé était également pratiqué dans la partie d’aval navigable à partir de La Noirie, suivant d’autres règles coutumières, plus strictes.

### Traversée du fleuve
Un grand pont est généralement un gros œuvre durable rare avant le XIXe siècle, souvent limité à un rare espace urbanisé, à moins qu’il ne soit précaire ou démontable. Mais il existait plusieurs centaines de gués, ainsi que de possibilités de traverser en bac et ponton.

#### Bacs et gués

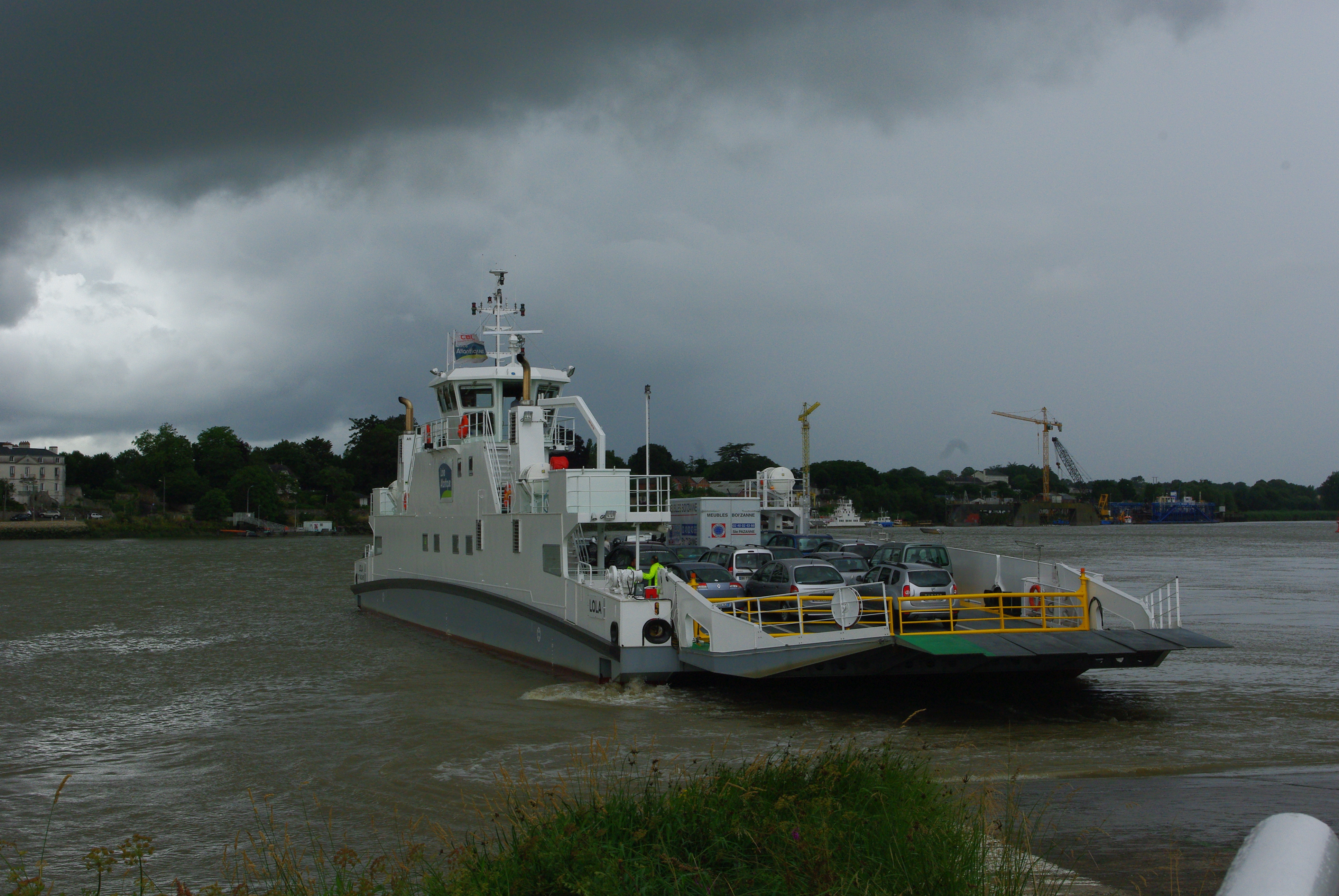
Le bac entre Le Pellerin et Couëron.

Deux bacs sont situés dans le département de la Loire-Atlantique :
- entre Le Pellerin (rive gauche) et Couëron (rive droite) ;
- entre les localités d’Indret (rive gauche, RD 358) et Basse-Indre (rive droite) à Indre.

### Prise d’eau, biefs et canaux d’amenée ou de dérivation, canaux de rejet
Il existe une seule écluse sur le cours de la Loire, l’écluse à petit gabarit de Belleville-sur-Loire sur le barrage de la centrale nucléaire.

### Aménagements du cours du fleuve
Pendant longtemps les gens se sont accommodés de crues qui, bien que parfois impressionnantes, n’ont finalement jamais causé de catastrophes générales. Les maisons étaient juchées sur des buttes et les inconvénients des crues étaient largement compensées par la fertilité sans effort que le limon déposé confère aux terres périodiquement inondées.
Cependant dès le Moyen Âge des turcies (digues) discontinues sont construites pour protéger les lieux les plus exposés à l’aide de pieux, de fascines, de clayonnages, de remblais et de plantations d’arbres. On en voit dès le XIIe siècle, étendues par Louis XI à l’Orléanais et à la Touraine,.
C’est au XVe siècle que l’on voit les premiers efforts pour établir un ensemble cohérent de digues insubmersibles. Les citadins, qui à cette époque ont pris du poids politiquement et se font mieux entendre ; et les commerçants, des gens de bourg et de ville également, qui sont eux soucieux de développer leur commerce ; tous demandent l’aménagement du fleuve et de ses affluents principaux – les uns pour des raisons de sécurité, les autres pour la rentabilité. Les agents du roi mettent donc en place des digues de terre, de glaise ou même de sable. Mais le remède est pire que le mal : canalisée dans son lit mineur, la Loire y accumule l’eau des crues et fait d’autant plus de dégâts quand les digues se rompent sous la pression accrue. Ne pouvant s’étaler à cause des digues et levées, les eaux sont surélevées.
En 1690 une inondation ravage les bas quartiers de Nantes ; usant de bon sens, les pêcheries sont supprimées qui, établies sous le pont de Pirmil, obstruaient l’écoulement des eaux. Mais cette réflexion de circonstance n’est plus dominante, et tout au long des XVIe, XVIIe et XVIIIe siècles les dévastations dues aux crues amplifient à mesure que l’administration rajoute des digues ou renforce celles existantes. Des déversoirs sont établis, qui prennent en charge le surplus d’eau lors des crues ; c’est d’ailleurs le rôle de la large vallée de la Loire elle-même à l’état naturel. Cependant ces déversoirs lèsent et mécontentent les paysans riverains ; ils sont donc négligés.
Fin XVIIIe siècle les Ponts et Chaussées réussissent à établir un équilibre précaire dans les intérêts conflictuels mis en jeu. Cet équilibre est rompu lorsque l’on approfondit un chenal de navigation. Surviennent alors les dramatiques inondations de 1846, 1856 et 1866. Leur bilan est suffisamment lourd pour que prévale enfin la stratégie plus souple des Ponts et Chaussées. Sous l’impulsion de l’ingénieur Guillaume Comoy, les réservoirs sont rétablis, les digues existantes sont consolidées sans être rehaussées, une carte de la Loire est dressée au 1/20 000 et une surveillance stricte des niveaux des eaux et de la vitesse de propagation des crues est mise en place.
Le droit de boëtte levé par la « Communauté des marchands fréquentant la rivière de Loire et fleuves descendant en ycelle », sert en premier lieu à financer le nettoyage et balisage printanier (en début de saison de navigation) du lit mineur de la Loire, et à l’entretien de tous les éléments servant à la navigation ; ce qui comprend aussi les hausserées (chemins de halage) et inclut les affluents navigables.
Le balisage se fait avec des perches ou gaules de saules que l’on plante de chaque côté du jard ; à droite en baissant (côté galerne, en direction de l’aval), les perches gardent une touffe de feuilles ; aux perches plantées à gauche, les baliseurs cassent l’extrémité supérieure en laissant pendre le bout cassé à angle aigu.
En plus des tâches de nettoyage habituelles sur toutes rivières (fauchages d’herbes aquatiques, dégagements de troncs d’arbres et autres), il s’agit aussi de retirer tous les bâtons de marine perdus par les mariniers, les pieux perdus des filets de pêcheurs, et généralement tout ce qui entrave la circulation des bateaux – ce qui ne va pas toujours sans opposition de la part des riverains et surtout des seigneurs locaux.

#### Aménagements du cours de la Loire supérieure
D’abord construites en ordre dispersé et sans coordination par les communautés riveraines, à partir du XVIIe siècle les digues sont établies selon un plan cohérent. Leur hauteur est généralement de 7 m au-dessus de l’étiage. Il y a au total environ 500 km de digues, rétrécissant et rectifiant le chenal du lit mineur de la Loire.
- Aménagements ponctuels

comme celui de la Pélière du Pont-du-Château, qui fut réalisé en plusieurs étapes du XVIIe au XVIIIe siècle.
En 1820-1825 le port de la Noierie est aménagé en amont de Saint-Just-Saint-Rambert. Il est destiné à devenir tête de ligne pour le transport du charbon dans le haut pays.
- Aménagements de longue haleine de l’administration des Ponts et Chaussées

Un « canal latéral à la Loire » est initié en 1821 sous la Restauration. Vitrine de ce régime aménageur, il doit longer la rive gauche de Roanne à Briare avec de nombreuses œuvres d’art, la prise d’eau s’effectuant à Digoin. Le coût revu à la hausse dépasse 38 millions de francs lors de son ouverture à la navigation en 1838 par la monarchie de Juillet qui récupère les lauriers de sa conclusion dans un climat politique morose.
La dernière phase amont de construction du canal de Roanne à Digoin, de 1831 à 1838 sera finalement le dernier effort d’aménagement entrepris avant l’arrivée du chemin de fer. L’estimation du fret ferroviaire dissuade de nombreux projets trop coûteux. L’adaptation au gabarit Freycinet restreindra ce canal latéral à la Loire à la jonction de Digoin à Briare.
- Aménagements à large échelle

De gros travaux sont effectués sur le cours de la Loire supérieure de 1700 à 1834. La compagnie La Gardette signe un contrat avec la couronne, s’engageant à aménager le cours de la Loire pour la rendre navigable jusqu’à Monistrol. Elle ne peut pas tenir cet engagement en totalité, et un avenant en 1708 la dispense de remplir le contrat pour la section de fleuve en amont de Saint-Just-Saint-Rambert.
Les travaux les plus importants furent réalisés par la compagnie La Gardette quand elle élimina en 1705 les rochers qui barraient le cours de la Loire à l’étroit de Pinay. Cette opération rendit la Loire accessible en amont, ce qui permit l’essor de la construction de rambertes à Saint-Rambert-sur-Loire.

## Le sable de Loire
Le sable de Loire n’est pas une ressource inépuisable. La « production » annuelle de sable par la Loire est estimée entre 500 000 et 1 million de tonnes. Tant que l’extraction du sable ne disposait que de moyens artisanaux, le prélèvement humain était largement inférieur à cette production.
La situation a changé au cours des dernières décennies du XXe siècle. L’extraction s’est industrialisée en même temps que les besoins augmentaient. Il est vrai que le sable de Loire est un sable d’excellente qualité. En 1972, il en fut prélevé 5 millions de tonnes rien qu’en Maine-et-Loire et Loire-Atlantique. En 1982, il fut décidé que tout prélèvement de sable de Loire cesserait à la fin 1992. Cette décision permet au fleuve de restaurer ses réserves de sable, nécessaires à son équilibre écologique. Elle permet aussi au fleuve de recommencer à apporter du sable en mer lequel est nécessaire à l’équilibre de la côte et au maintien des plages.
Depuis des décennies, les maraîchers nantais utilisaient du sable de Loire : 500 tonnes par hectare et par an[à vérifier]. Leurs besoins annuels sont évalués à 600 000 tonnes. Après certains semis (carotte, mâche, radis), un fin voile de sable était épandu sur le sol. Cet apport contribuait au fil des ans à alléger les sols trop lourds ; ces sols se réchauffaient plus vite au printemps. Ce sable contribuait ainsi à la précocité, à la qualité, à la saveur et à la réputation des légumes nantais. Les maraîchers nantais utilisent maintenant du sable de mer dont une partie vient probablement de la Loire.

## Protection du fleuve

### Dernier «fleuve sauvage»?
Malgré plusieurs barrages et d’importantes protections latérales contre les crues (des turcies ou levées), la Loire est souvent présentée comme le « seul grand fleuve sauvage » survivant en France : elle est aussi un « royaume » de paysages somptueux et de milieux naturels très riches. Mais cette appellation, selon les archéologues nauticiens et autres historiens, est très abusive : la Loire est un fleuve « civilisé » depuis l’Antiquité, du fait de sa position privilégiée, avec le Rhône, dans l’isthme français entre les mondes méditerranéen et atlantique. Très tôt elle a connu des aménagements pour favoriser la navigation et protéger les populations riveraines de ses crues légendaires. La Loire a engendré une civilisation ligérienne qui lui est propre, avec ses traditions, ses savoir-faire, ses coutumes, son parler, même si aujourd’hui, avec la disparition de sa navigation, cette identité est perçue de manière moins évidente. Parler de la Loire comme d’un « fleuve vivant » serait plus approprié au regard du lit en tresse qui le caractérise et qui donne à ses paysages un air de jungle originelle.

### Zones protégées
L’intégralité du fleuve a été inscrit comme site d’importance communautaire du réseau européen Natura 2000 au titre des deux directives européennes « Oiseaux » et « Habitats », en vue de la protection de sa faune et de sa flore sauvage, de sa biodiversité, de ses écosystèmes ainsi que des lieux de passage des espèces migratoires.
Ainsi à Nevers existe une zone protégée nommée l’île aux Sternes. Des efforts sont effectués pour sauvegarder la flore et la faune ligérienne (sensibilisations, chemins de promenade et d’information le long de la Loire…). Protégé du 1er avril au 15 septembre, par arrêté préfectoral du 4 février 2005, un îlot proche du pont de Loire, constitué de sable et de graviers déposés par la Loire, accueille dès le mois d’avril une importante colonie d’oiseaux à haute valeur patrimoniale. On y trouve les sternes, oiseaux migrateurs transsahariens. Chaque année, elles effectuent des milliers de kilomètres entre leurs lieux de reproduction sur la Loire et leurs zones d’hivernage en Afrique tropicale. Mais d’autres espèces d’oiseaux y vivent : l’aigrette garzette, le chevalier guignette, le héron cendré, le petit gravelot, la sterne pierregarin et la sterne naine.

## Culture et tourisme

### Toponymie et gentilés
L’adjectif signifiant relatif à la Loire est « ligérien », d’après le nom du fleuve en latin, Liger, lequel a donné le nom français Loire, en langue ligérienne Loère et les noms occitans Léger et Leire.
Par ailleurs, la Loire a donné son nom aux départements français de la Haute-Loire, de la Loire, de Saône-et-Loire, d’Indre-et-Loire, de Maine-et-Loire, et du dernier traversé la Loire-Atlantique (anciennement appelé Loire-Inférieure) ; aux régions françaises du Centre-Val de Loire et des Pays de la Loire ; au Val de Loire, partie de la vallée de la Loire classée en 2000 au patrimoine mondial de l’UNESCO ; ainsi qu’à de nombreuses communes françaises situées le long de son cours.

### Le fleuve royal et les châteaux de la fin duXVesiècleet de laRenaissance
Les 280 km de la vallée de la Loire situés entre Sully-sur-Loire et Chalonnes-sur-Loire, ont été classés en 2000 par l’UNESCO patrimoine mondial de l’humanité. Toujours dans le cadre de l’UNESCO, les terres environnantes sont incluses dans la « zone tampon ». La Loire est parfois surnommée « fleuve royal » pour le grand nombre de châteaux souvent royaux qui la bordent : le château de Chaumont dominant la Loire sur la rive gauche, le château d’Amboise édifié au confluent de la Loire et de l’Amasse, le château d’Azay-le-Rideau, le château de Chinon, le château de Montsoreau seul à avoir été bâti dans le lit du fleuve, à la confluence de la Loire et de la Vienne, et beaucoup d’autres.
De nombreuses croisières fluviales sont proposées par les opérateurs de tourisme.

### La Loire à vélo
La Loire à vélo est un projet d’itinéraire de 800 km le long du fleuve, pour randonneurs à bicyclette, à la découverte de ses paysages et de ses cités ligériennes :
 Sancerre, Gien, Orléans, Blois, Amboise, Tours, Langeais, Montsoreau, Saumur, Angers, Saint-Florent-le-Vieil et Nantes.
Le nom déposé « Loire à vélo » correspond uniquement à l’itinéraire en région Centre-Val de Loire et Pays de la Loire. L’ensemble du projet est nommé EuroVelo 6. L’EuroVelo 6 ou EV6, également connu sous le nom d’« Eurovéloroute des fleuves », est une véloroute de type EuroVelo qui relie Nantes à Bucarest, et par extension Saint-Brevin-les-Pins à Constanța (Roumanie). C’est la plus célèbre véloroute européenne ; elle traverse l’Europe d’ouest en est, de l’océan Atlantique à la mer Noire en passant par dix pays.

### La Loire et les écrivains
La Loire a inspiré des écrivains tels que Charles d’Orléans, Clément Marot, Pierre de Ronsard, Joachim du Bellay, Jean de La Fontaine, Charles Péguy, René Guy Cadou, Gaston Couté, Julien Gracq, Michel Chailou...

### La Loire et les peintres
La Loire a inspiré des peintres tels que  William Turner, Gustave Courbet, Félix Vallotton, Jacques Villon, Jean-Max Albert, Charles Leduc, Edmond Bertreux, Jean Chabot, Jean Commère.

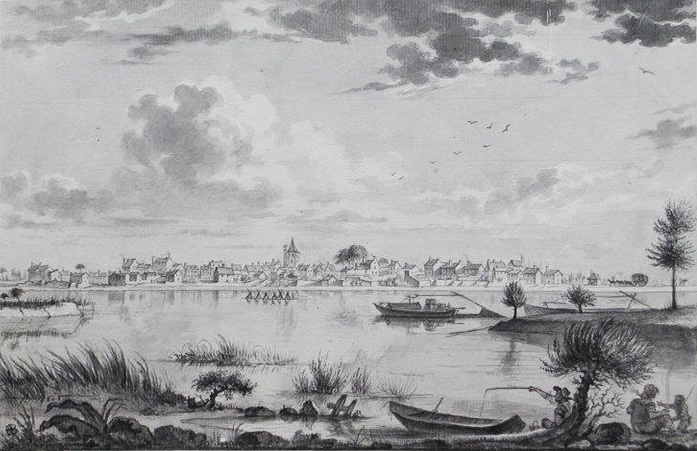
Les Rosiers-sur-Loire Jean-Jacques Delusse, 1800.
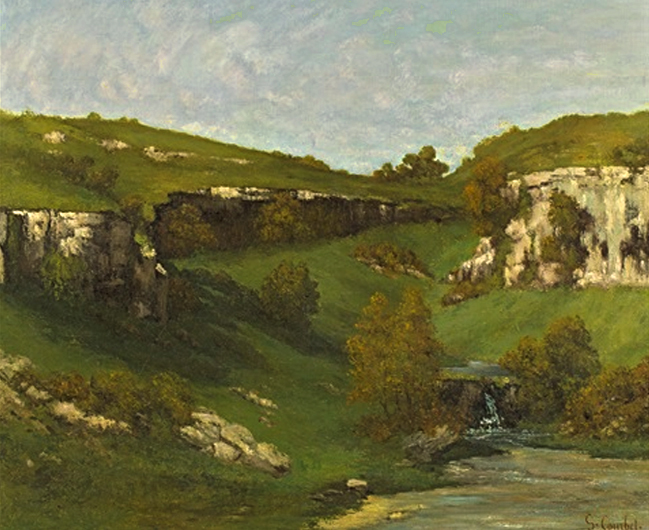
La source de la Loire Gustave Courbet.
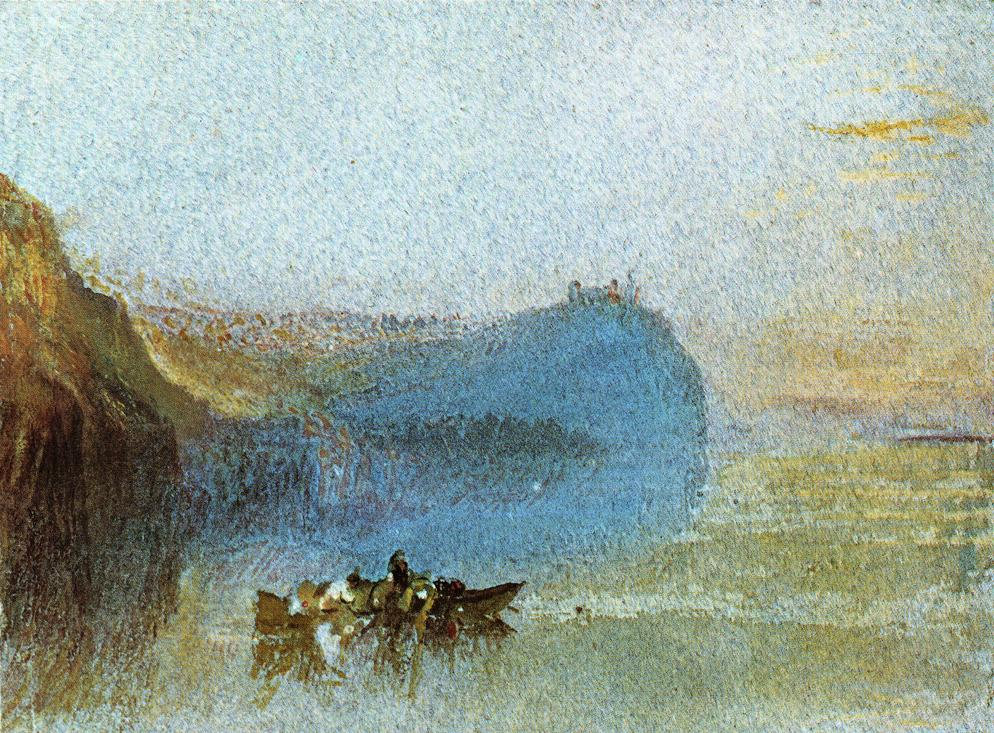
Scène de la Loire William Turner.
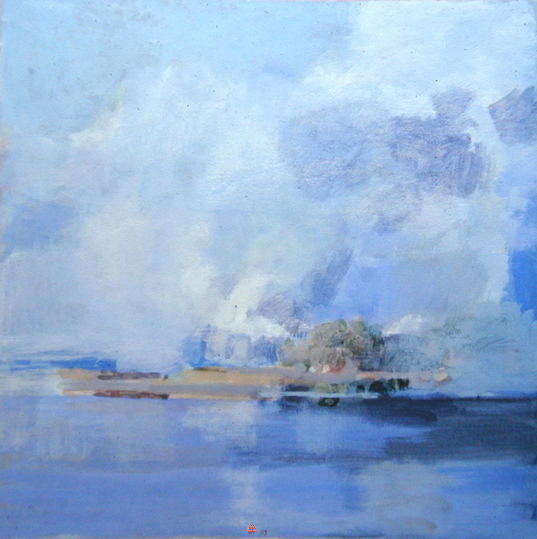
Portrait de la Loire Jean-Max Albert, 1988.

## Muséographie
- Musée de la Loire, Cosne-Cours-sur-Loire
- Musée de la marine de Loire, Châteauneuf-sur-Loire
- Grand aquarium de Touraine, Lussault-sur-Loire